# Real Madrid CF
Real Madrid Club de Fútbol ([reˈal maˈðɾið ˈkluβ ðe ˈfuðβol] ⓘ, înseamnă Clubul Regal de Fotbal Madrid), cunoscut mai mult ca Real Madrid, sau simplu Real, este un club de fotbal profesionist din Madrid, Spania, care evoluează în Primera División. Este una dintre cele de mai succes echipe din fotbalul spaniol și a fost desemnată de FIFA drept „Cel mai bun club al secolului XX” după ce a câștigat un număr record de 35 de titluri La Liga, 19 cupe ale Spaniei, un număr record de 15 titluri Liga Campionilor UEFA / Cupa Campionilor Europeni și 2 Cupe UEFA. Real este unul din membrii fondatori ai FIFA și al defunctului grup de cluburi de fotbal europene de elită G-14, precum și al înlocuitoarei sale, Asociația Cluburilor Europene.
Real Madrid este cel mai bogat club de fotbal din lume în materie de venituri, cu încasări anuale de peste 513 milioane € și totodată este cel mai scump club din lume, cu o valoare de circa 2,4 miliarde € (3,3 miliarde $). Fondat în 1902, Real Madrid este una din cele trei echipe din Spania care nu au retrogradat niciodată în ligile inferioare, celelalte două fiind Athletic Bilbao și Barcelona. Real Madrid are multe rivalități de lungă durată, cele mai notabile fiind El Clásico cu FC Barcelona și El Derbi madrileño cu Atlético Madrid.
Clubul s-a afirmat ca o forță majoră atât în fotbalul spaniol cât și în cel european în anii 1950. În anii 1980, clubul avea una dintre cele mai bune echipe din Spania și Europa (cunoscută ca La Quinta del Buitre), câștigând 2 Cupe UEFA, 5 campionate ale Spaniei la rând, 1 Cupă și 3 Supercupe ale Spaniei.
Echipa joacă într-un echipament alb complet, de unde și porecla Los Blancos (Albii). Logoul său a fost schimbat de mai multe ori ca urmare a încercărilor de a-l moderniza; logoul actual este o versiune modificată a celui din 1920. Stadionul pe care își dispută meciurile de acasă este Santiago Bernabéu din Madrid, unde echipa joacă din 1947. Capacitatea sa este de 85 454 de spectatori. Spre deosebire de majoritatea cluburilor europene de fotbal, membrii clubului Real Madrid (socios) au deținut și operat clubul încă de la întemeierea sa. De asemenea, clubul mai are și o echipă de rezervă, Real Madrid Castilla, dar și o reușită echipă de baschet, Real Madrid Baloncesto.

## Istorie

### Perioada timpurie (1897–1945)

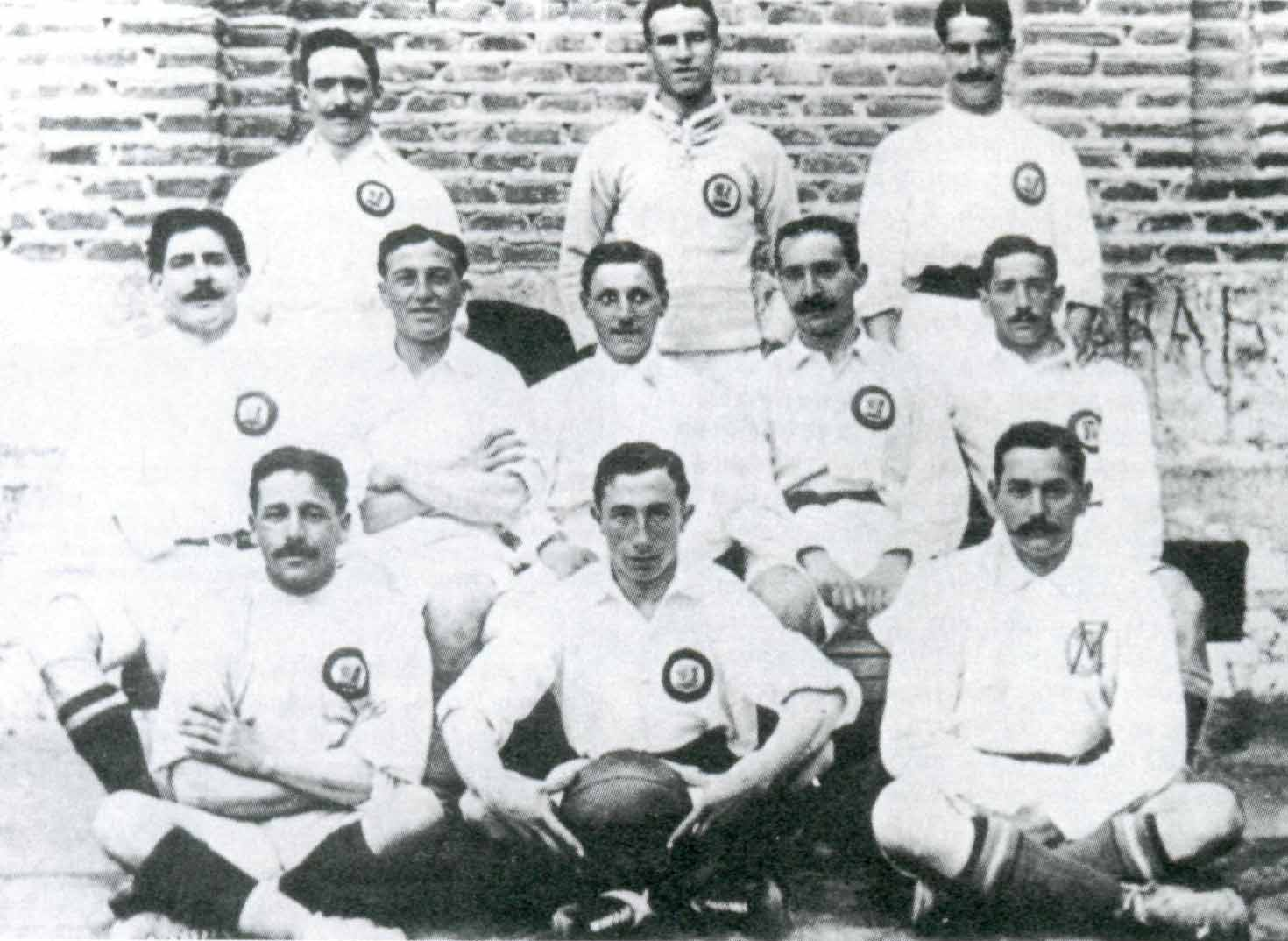
Real Madrid în 1905

Fotbalul a fost introdus la Madrid de către profesorii și studenții de la Institución Libre de Enseñanza, printre care și câțiva absolvenți ai universităților Oxford și Cambridge. În 1897 aceștia au fondat Fotbal Club Sky, jucând în diminețile de duminică la Moncloa. Acesta s-a împărțit în 1900 în două cluburi noi: New Foot-Ball de Madrid și Club Español de Madrid. Cel din urmă s-a mai împărțit o dată în două în 1902, în urma acesteia rezultând formarea lui Madrid Fotbal Club la 6 martie 1902. La trei ani după fondarea sa, în 1905, Madrid FC a câștigat primul titlu după ce a învins-o pe Athletic Bilbao în finala Cupei Spaniei. Clubul a devenit unul dintre membrii fondatori ai Federației Regale Spaniole de Fotbal pe 4 ianuarie 1909, atunci când președintele clubului, Adolfo Meléndez, a semnat acordul de fondare a asociației de fotbal spaniole. După ce a jucat pe mai multe stadioane, echipa s-a mutat la „Campo de O'Donnell” în 1912. În 1920, numele clubului a fost schimbat în Real Madrid, după ce regele Alfonso al XIII-lea al Spaniei a acordat titlul de Real (Regal) clubului.

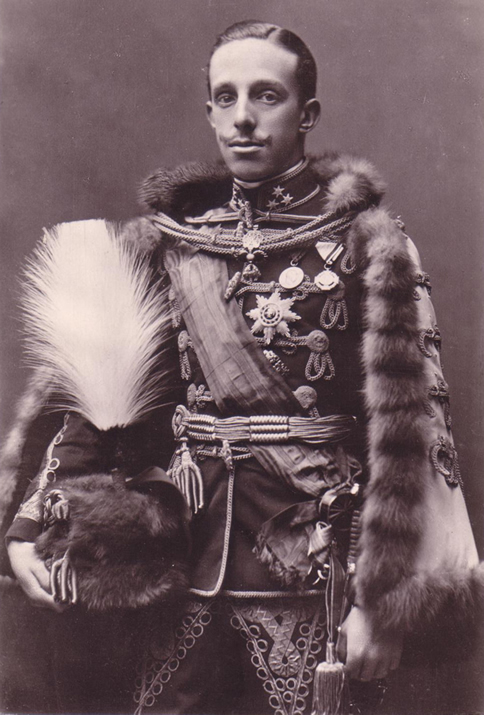
Regele Spaniei Alfonso al XIII-lea

În 1929 a fost fondată prima ligă de fotbal spaniolă. Real Madrid a condus în prima ediție tot sezonul până la ultimul meci, și suferind o înfrângere în fața lui Athletic Bilbao, s-a clasat pe locul doi, după Barcelona. Real Madrid a câștigat primul titlu al ligii în sezonul 1931–32. Albii au câștigat din nou Liga în anul următor, devenind prima echipă care a câștigat campionatul de două ori.
Pe 14 aprilie 1931, venirea celei de-a Doua Republici Spaniole a cauzat clubului pierderea titlului de Real și revenirea la vechea denumire Madrid Football Club. Fotbalul a continuat și pe durata celui de-al doilea Război Mondial, și pe 13 iunie 1943 Madrid a bătut Barcelona cu 11–1 în manșa secundă a semifinalei Copa del Generalísimo, Copa del Rey fiind redenumită în cinstea Generalului Franco. S-a vehiculat că jucătorii Barcelonei ar fi fost intimidați de poliție, inclusiv de directorul securității de stat care "ar fi spus echipei că unii dintre ei au mai joacă, doar din cauza generozității regimului care le permite să rămână în țară."(p26) Președintele Barcelonei, Enric Piñeyro, a fost asaltat de fanii Madridului.(p284)

### Santiago Bernabéu Yeste și succesul european (1945–1978)
Santiago Bernabéu Yeste a devenit președintele lui Real Madrid în 1945. Sub președinția sa clubul, stadionul Santiago Bernabéu și Ciudad Deportiva au fost reconstruite după încheierea Războiului Civil Spaniol. Adițional, în anii 1950, fostul jucător al Real Madrid Amateurs, Miguel Malbo, a fondat academia de tineret a lui Real Madrid, cunoscută în prezent ca La Fábrica. Începând cu 1953, el a abordat o nouă strategie, aceea de a semna cu jucători de clasă mondială din străinătate, cea mai proeminentă realizare fiind aducerea lui Alfredo Di Stéfano.

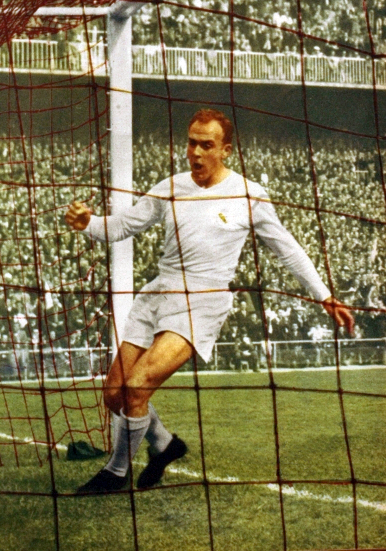
Alfredo Di Stéfano, a condus clubul spre câștigarea a 5 Cupe Europene consecutiv (în prezent, Liga Campionilor)

În 1955, acționând în lumina ideii propuse de jurnalistul și editorul sportiv al ziarului francez L'Équipe, Gabriel Hanot, și bazându-se pe Cupa Latină (un turneu incluzând cluburi din Franța, Spania, Portugalia și Italia), Bernabéu s-a întâlnit în hotelul Ambasador din Paris cu Bedrignan și Gusztáv Sebes și a creat ceea ce astăzi este cunoscută sub numele de Liga Campionilor UEFA. Sub conducerea lui Bernabéu Real Madrid s-a impus ca o forță majoră atât în fotbalul spaniol cât și în cel european. Clubul a câștigat Cupa Europeană de cinci ori la rând între 1956 și 1960, remarcându-se în finala de la Hampden Park din 1960 împotriva echipei Eintracht Frankfurt care s-a terminat cu scorul de 7-3. Deoarece a câștigat competiția de cinci ori la rând, Real a primit pentru totdeauna cupa originală și dreptul de a purta insigna de onoare a UEFA. Clubul a câștigat Cupa Europeană pentru a șasea oară în 1966, învingând pe FK Partizan cu scorul de 2-1 în finală cu o echipă alcătuită numai din jucători spanioli (cunoscută ca echipa Ye-yé) - o premieră în cadrul competiției. Numele de „Ye-yé” venea de la refrenul „Yeah, yeah, yeah” din cântecul She Loves You al formației The Beatles după ce patru membri ai echipei au pozat pentru Diario Marca purtând peruci Beatles. Generația Ye-yé a ajuns de asemenea până în finalele Cupei Europene din 1962 și 1964.
În anii 1970, Real Madrid a câștigat cinci campionate și trei cupe spaniole. Clubul a jucat pentru prima dată în finala Cupei Cupelor UEFA în 1971, fiind învins de echipa engleză Chelsea cu scorul de 2-1. Pe 2 iulie 1978, președintele clubului, Santiago Bernabéu, a murit în timp ce Campionatul Mondial se desfășura în Argentina. În onoarea sa, FIFA a decretat trei zile de doliu în timpul turneului. În anul următor, clubul a organizat prima ediție a Trofeului Santiago Bernabéu în memoria fostului său președinte.

### Quinta del Buitre și a 7-a Cupă Europeană (1980–2000)
Până la începutul anilor 1980, Real Madrid își pierduse supremația asupra titlului La Liga, până când o nouă serie de staruri spaniole a adus succesul pe plan național înapoi la club. Jurnalistul sportiv spaniol Julio César Iglesias i-a dat acestei generații numele de La Quinta del Buitre („Cohorta vulturului”), care provenea de la porecla atribuită unuia dintre membrii săi, Emilio Butragueño. Ceilalți patru membri erau Manuel Sanchís Hontiyuelo, Rafael Martín Vázquez, Míchel și Miguel Pardeza. Cu La Quinta del Buitre (redusă la patru membri atunci când Pardeza a părăsit clubul pentru Zaragoza în 1986) și jucători notabili precum portarul Francisco Buyo, fundașul dreapta Miguel Porlán Chendo și atacantul mexican Hugo Sánchez, Real Madrid avea una dintre cele mai bune echipe din Spania și Europa în a doua jumătate a anilor 1980, câștigând două cupe UEFA, cinci campionate spaniole la rând, o cupă spaniolă și trei supercupe spaniole.
La începutul anilor 1990, La Quinta del Buitre s-a dezmembrat după ce Martín Vázquez, Emilio Butragueño și Míchel au părăsit clubul. În 1996, președintele Lorenzo Sanz l-a numit pe Fabio Capello ca antrenor. Deși mandatul său a durat numai un sezon, Real Madrid a fost proclamată campioană a ligii, iar jucători ca Roberto Carlos, Predrag Mijatović, Davor Šuker și Clarence Seedorf au sosit la club pentru a întări o echipă care deja se mândrea cu fotbaliști precum Raúl González, Fernando Hierro, Iván Zamorano și Fernando Redondo. Prin urmare, Real Madrid (după aducerea și a lui Fernando Morientes în 1997) a pus capăt în sfârșit unei așteptări de 32 de ani a unei a șaptea Cupe Europene. În 1998, sub conducerea lui Jupp Heynckes, albii au învins pe Juventus cu scorul de 1-0 în finală datorită unui gol înscris de Predrag Mijatović.

### Los Galácticos (2000–2006)

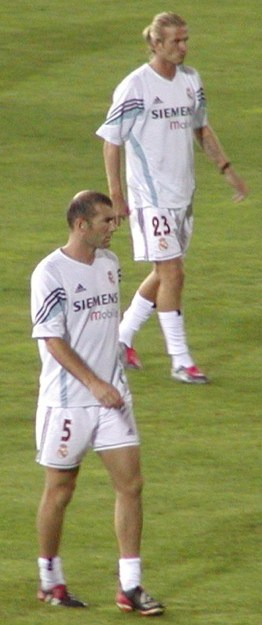
Beckham și Zidane sunt considerați "Galácticos"

În iulie 2000, Florentino Pérez a fost ales președinte al clubului. Campania sa promitea să șteargă datoria clubului de 270 de milioane de euro și să îi modernizeze facilitățile. Cu toatea acestea, promisiunea electorală principală care i-a adus victoria lui Pérez a fost obținerea semnăturii lui Luís Figo. În anul următor, clubul și-a vândut într-un mod controversat terenul de antrenament și a folosit banii pentru a începe asamblarea faimoasei echipe Galáctico, incluzând jucători precum Zinédine Zidane, Ronaldo, Luís Figo, Roberto Carlos, Raúl și David Beckham. Este discutabil dacă riscul a meritat, deoarece în ciuda câștigării Ligii Campionilor și a Cupei Intercontinentale în 2002, urmată de campionat în 2003, clubul nu a reușit să obțină vreun trofeu major în următoarele trei sezoane. În vara lui 2003, imediat după câștigarea unui nou titlu în La Liga, Florentino Pérez și consiliul de directori au refuzat să reînnoiască contractul antrenorului Vicente del Bosque, iar după o dispută internă, au forțat căpitanul Fernando Hierro să părăsească clubul. De asemenea ei au ignorat cererea lui Claude Makélélé de a i se mări salariul, ca răspuns, Makélélé a cerut să fie transferat, și clubul l-a cedat la Chelsea FC. La încheierea ferestrei de transferuri, Fernando Morientes a părăsit clubul fiind dat în împrumut la AS Monaco. Real Madrid a adus un nou antrenor, pe Carlos Queiroz, iar la începutul sezonului 2006-2006 a făcut noi achiziții importante, Julio Baptista (20 mln €), Robinho (30 mln €) și Sergio Ramos (30 mln €). Însă succesele nu au început să apară, și Real a pierdut cu 0-3 rivalei FC Barcelona chiar pe Santiago Bernabéu. La scurt timp, Real Madrid a fost eliminată din Liga Campionilor pentru al patrulea an consecutiv, de data aceasta de către Arsenal, și pe 27 februarie 2006, Florentino Pérez și-a dat demisia.

### Noul președinte Ramón Calderón (2006–2009)

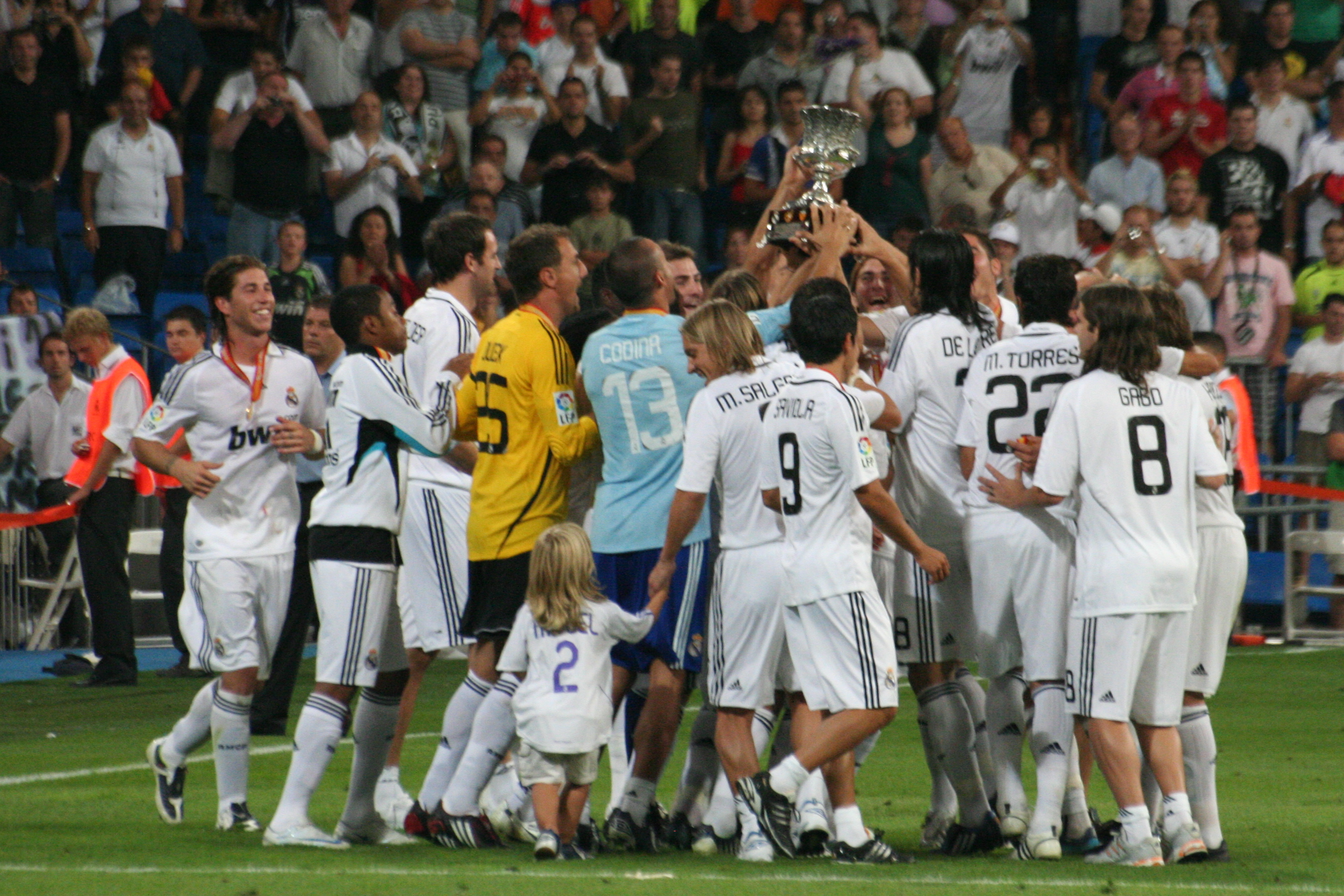
Jucătorii lui Real Madrid celebrând cucerirea Supercopa de España 2008 în fața Valenciei

Ramón Calderón a fost ales președinte al clubului pe 2 iulie 2006, imediat numindu-i apoi pe Fabio Capello ca antrenor principal și pe Predrag Mijatović ca director sportiv. Noul președinte, Calderon, a venit cu ideea întineririi lotului, și astfel în scurt timp i-a vândut pe Beckham, Roberto Carlos, Robinho și Ronaldo. În locul lor i-a cumpărat pe van Nistelrooy, Fabio Cannavaro, Higuaín, Sneijder și Pepe. Real Madrid a câștigat titlul La Liga în 2007, pentru prima dată în ultimii patru ani, dar Capello a fost demis, motivul fiind evoluția nestrălucită din Liga Campionilor, unde Real iarăși a fost eliminată în optimile de finală. Noul antrenor a fost numit germanul Bernd Schuster. Cu neamțul pe bancă, Blancos au cucerit supercupa și și-au adjudecat titlul în campionat înainte de final, astfel încât în „El Clasico” (jucat pe Bernabeu, scor 4-1), Barcelona a fost nevoită să întâmpine noua campioană cu un coridor viu și aplauze. În sezonul 2007–08, Albii au câștigat campionatul național pentru a 31-a oară, realizând prima câștigare consecutivă a titlului în ultimii 18 ani. Totuși în Liga Campionilor evoluția la fel rămânea a fi mediocră, Real din nou a fost eliminată în optimi, de data asta de către AS Roma cu scorul general de 4-2. În 2009, în urma iscării unui scandal privind fraudarea alegerilor din 2006, Ramón Calderón și-a dat demisia. Pe durata conducerii de patru ani a lui Calderón, Real a devenit de două ori campioană și a câștigat o supercupă.

### Revenirea lui Pérez și era Mourinho (2009-2013)

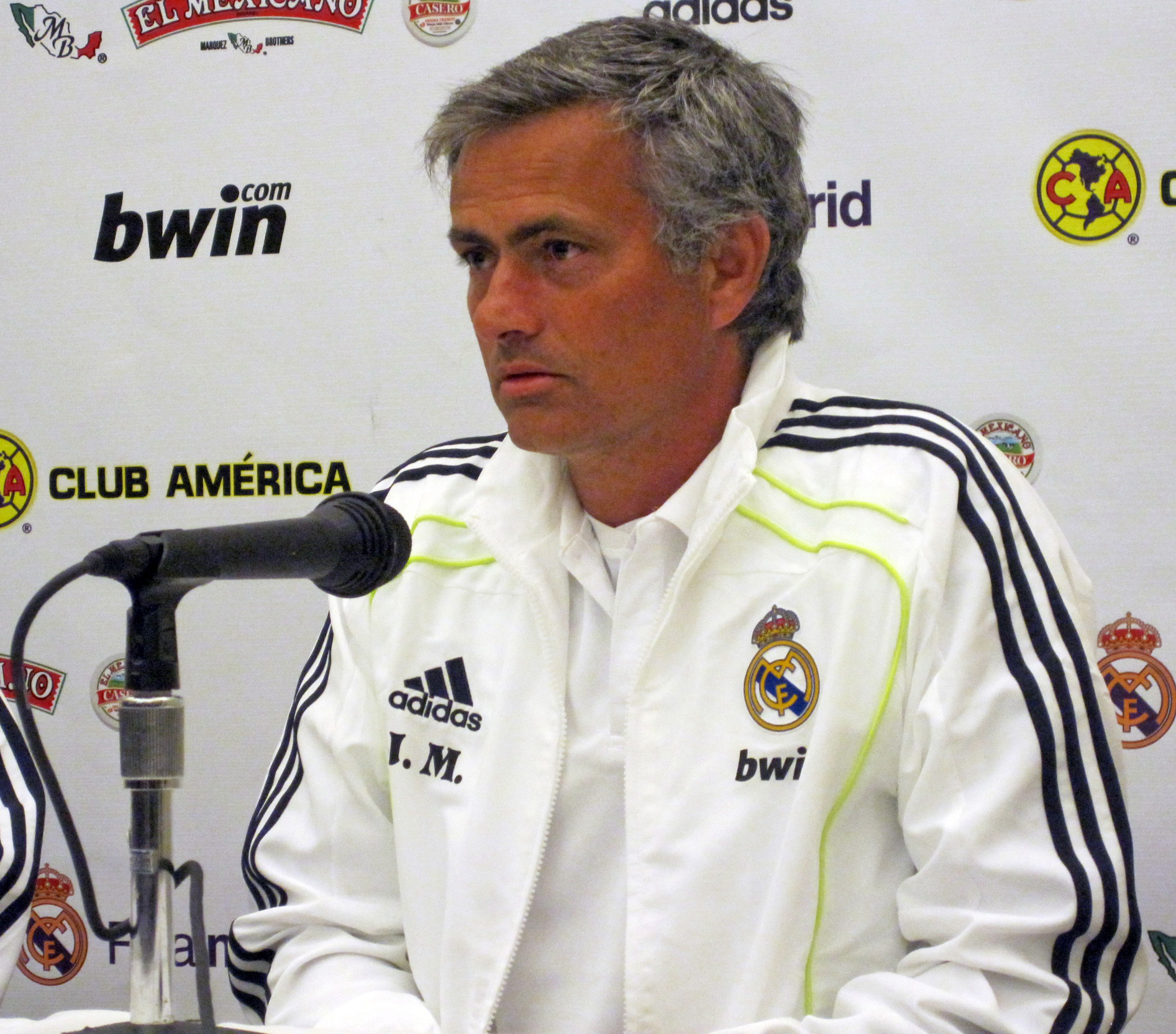
José Mourinho în 2010

Pe 1 iunie 2009, Florentino Pérez a fost reales în funcția de președinte al Real Madrid CF. Pérez a continuat cu politica sa Galácticos, cumpărându-l pe Kaká de la AC Milan pe suma de 67 mil € și pe Karim Benzema pentru suma de 35 de mil.€.  Apoi Real Madrid a bătut recordul mondial la sume de transferuri atunci când l-a achiziționat pe Cristiano Ronaldo de la Manchester United pentru suma de 93,3 mil. €, zdrobind suma de transfer a lui Zinedine Zidane.
José Mourinho ajunge la cârma echipei în mai 2010. În aprilie 2011, un eveniment ciudat s-a întâmplat, pentru prima dată în istorie, patru El Clásico urmau a fi jucate în intervalul a optsprezece zile. Prima întâlnire a fost în campionatul Spaniei pe 17 aprilie, meci care s-a terminat 1-1 cu goluri înscrise din penalty pentru ambele echipe. A urmat finala Copa del Rey 2010-2011, Real Madrid s-a impus cu scorul de 1-0, iar apoi controversata dublă manșă din semifinalele Ligii Campionilor din 27 aprilie și 2 mai, soldată cu eliminarea Realului de către Barcelona cu scorul general de 3–1.
.

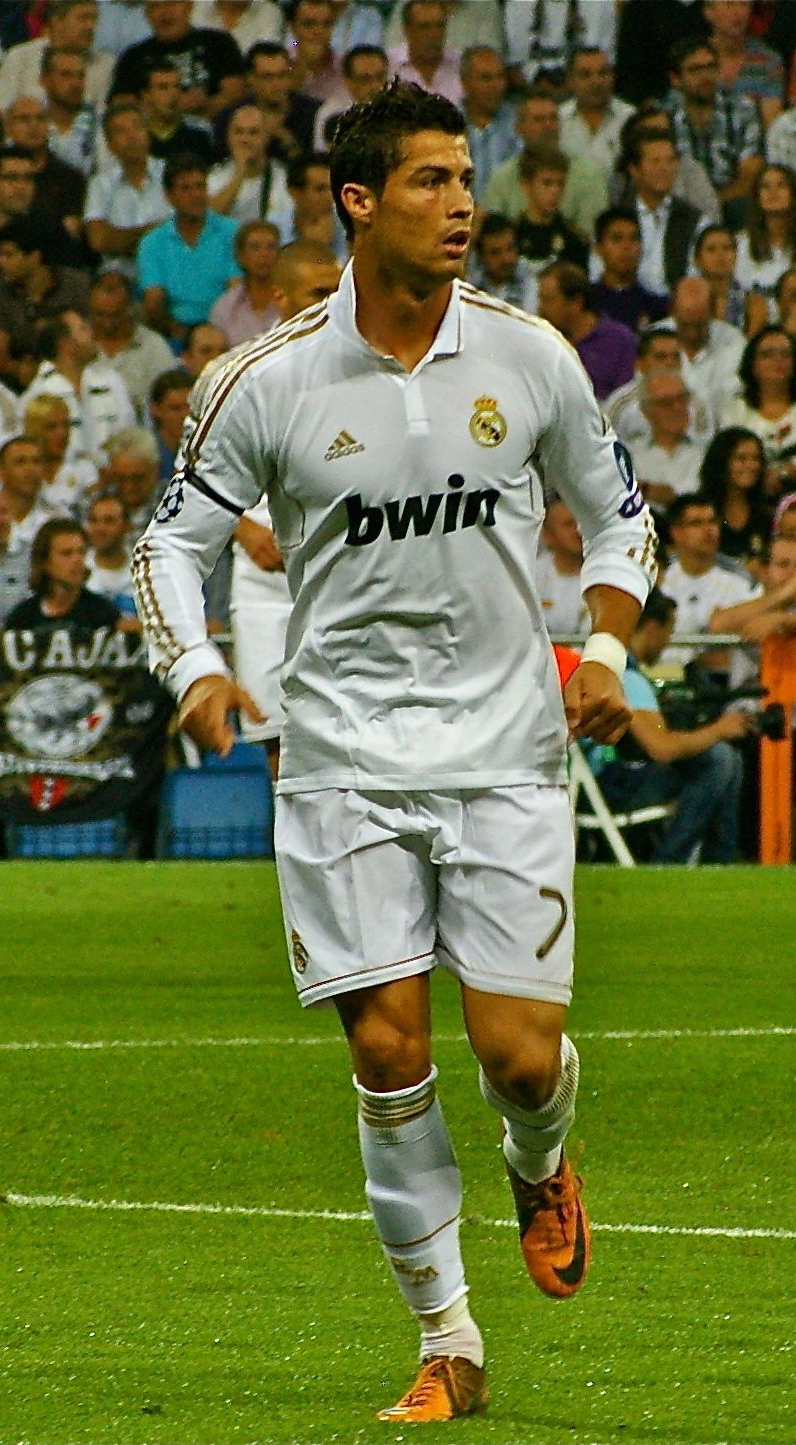
Cristiano Ronaldo, primul jucător din istoria La Liga, care marchează contra tuturor echipelor într-un singur sezon

În sezonul La Liga 2011–2012, Real Madrid a câștigat campionatul, pentru a 32-a oară - record în istoria La Liga și a terminat sezonul cu un număr record de 100 de puncte într-un singur sezon, recordul de 121 de goluri marcate și diferența de goluri +89, și recordul de 16 victorii în deplasare și 32 victorii în total. În același sezon, Cristiano Ronaldo devine jucătorul care a atins cel mai rapid cifra de 100 de goluri în istoria campionatului Spaniei. Marcând 101 goluri în 92 de jocuri, Ronaldo a surclasat-o pe legenda lui Real Madrid, Ferenc Puskás, care marcase 100 de goluri în 105 meciuri. Ronaldo a stabilit un nou record la club, la goluri individuale marcate într-un singur an, el acumulând 60, și a devenit primul jucător care a marcat contra tuturor celor 19 echipe adverse din campionat într-un singur sezon.
Real Madrid a început sezonul 2012-13 cucerind Supercopa de España, după ce a surclasat-o pe FC Barcelona prin regula golului marcat în deplasare, însă a terminat sezonul La Liga 2012-2013 pe locul 2. Un major transfer al sezonului a fost aducerea lui Luka Modrić pentru circa 33 milioane £. În Liga Campionilor, echipa a nimerit în „grupa morții” alături de Borussia Dortmund, Manchester City și Ajax Amsterdam, și acumulând 10 puncte a terminat pe locul 2, în spatele Borussiei. În optimile de finală Real a trecut de Manchester United, în sferturi a eliminat-o pe Galatasaray, și s-a oprit pentru a treia oară consecutiv în semifinalele Champions League, unde a fost din nou surclasată de Dortmund. După o înfrângere dezolantă în prelungiri în fața lui Atlético Madrid în finala Copa del Rey 2013, la sfârșitul sezonului Florentino Pérez a anunțat despărțirea de Mourinho prin "comun acord". Mourinho s-a reîntors în Premier League la Chelsea, pe care a mai antrenat-o între 2004 și 2007.

### Era Ancelotti și „La Décima” (2013–2014)

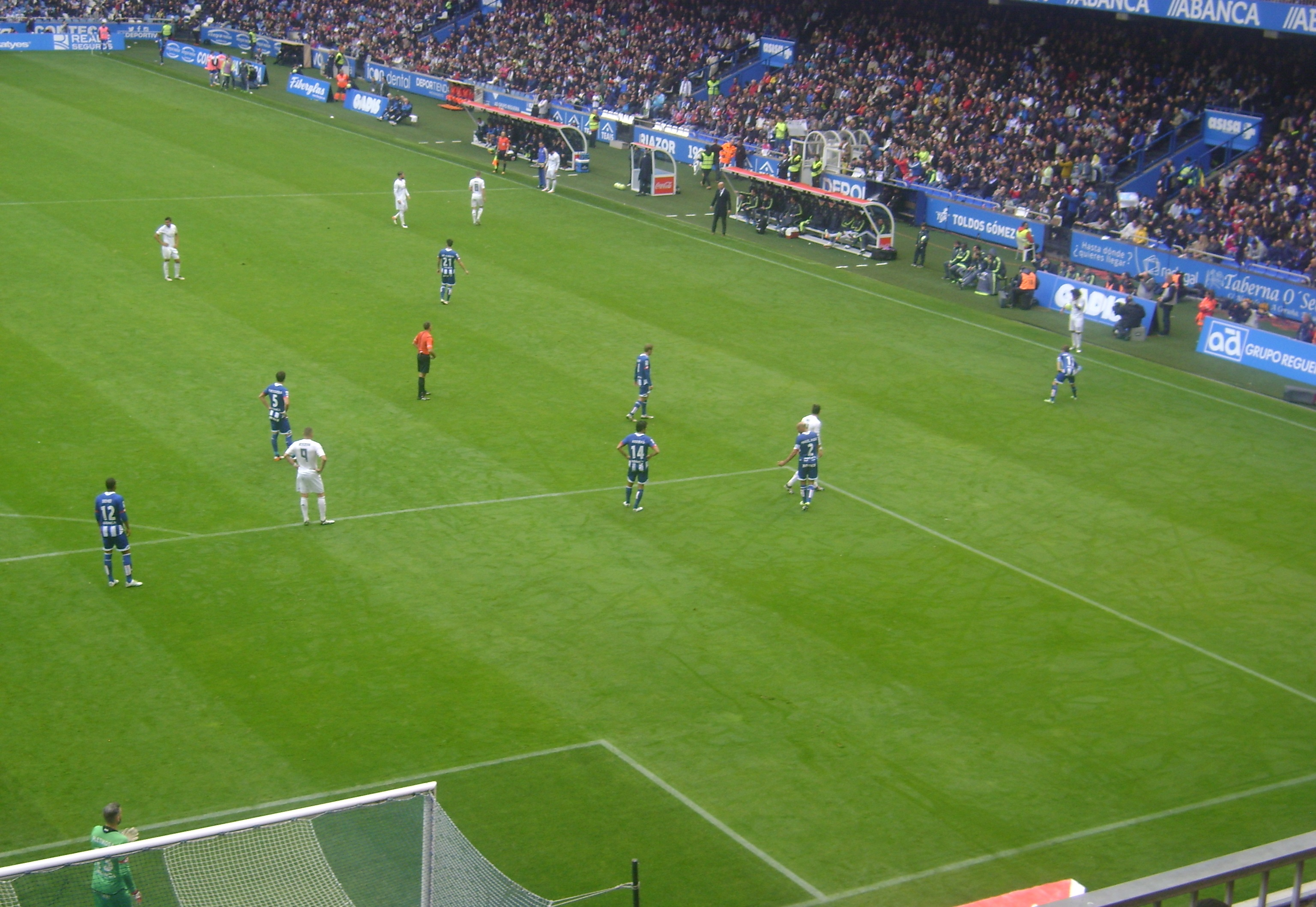
Deportivo de La Coruña vs. Real Madrid.

Pe 25 iunie 2013, Carlo Ancelotti este prezentat oficial ca antrenor la Real Madrid, semnând un contract pe trei ani. O zi mai târziu, el a ținut prima conferință de presă la Madrid unde a anunțat că Zinedine Zidane și Paul Clement vor fi asistenții săi. Pe 1 septembrie 2013, mult-așteptatul transfer al lui Gareth Bale la Real, s-a produs. Transferul galezului a stabilit un nou record mondial, prețul căruia s-a ridicat la 100 milioane €. În primul sezon al lui Ancelotti la club, Real Madrid a câștigat Copa del Rey, scor 2-1, Bale marcând golul câștigător din finala jucată în compania Barcelonei. Pe 24 mai 2014, Real Madrid a învins-o pe rivala concitadină, Atlético Madrid, în Finala Ligii Campionilor, câștigând astfel primul său titlu european din 2002 încoace, și cea de-a zecea Ligă a Campionilor, numită în spaniolă „La Décima”.

### Era Zinedine Zidane și „Undécima" (2016)
Pe 28 mai 2016, Real Madrid a învins-o din nou pe Atlético Madrid în Finala Ligii Campionilor 2016 după loviturile de departajare, după scorul de 1-1 în primele 90 de minute, dar și după cele 2 reprize de prelungiri, câștigând cea de-a unsprezecea Ligă a Campionilor, numită în spaniolă „Undécima”.

### La Liga și „La Duodécima" (2017)
Pe 21 mai 2017, Real Madrid se încununează drept campioană a Spaniei, învingând în ultima etapă echipa Malaga, cu scorul de 2-0, reprezentând astfel cea de-a 33 La Liga din palmaresul echipei și primul campionat câștigat după o pauză de 5 sezoane.
Pe 3 iunie 2017, Real Madrid devine prima echipă din noul format al Ligii Campionilor ce reușește să își apere trofeul câștigat în precedentul an, învingând în Finala Ligii Campionilor 2017 pe Juventus Torino cu scorul de 4-1, remarcându-se ca marcatori Cristiano Ronaldo (2 goluri), Casemiro și Asensio.

### „La Decimotercera" (2018)
Pe 26 mai 2018, Real Madrid în finala Ligii Campionilor a câștigat 3-1 în fața lui Liverpool, prin golurile marcate de Karim Benzema (1) și Gareth Bale(2), astfel fiind prima echipă din noul format al Ligii Campionilor ce a reușit să câștige acest trofeu timp de 3 ani consecutiv.

## Culori și stemă

Evoluția stemei lui Real Madrid de la fondarea clubului în 1902

Culoarea tradițională a lui Real Madrid pentru meciurile de acasă este alb. Deși în primii ani de existență, s-a adoptat o dungă albastră oblică pe tricou, iar mai apoi șosetele negre le-au înlocuit pe cele albastre, ulterior s-a revenit la echipamentul alb complet. În 1925, pe durata unui sezon, echipa a evoluat în tricouri albe și șorțuri negre, care însă la finele sezonului au fost înlocuite din nou cu echipamentul alb complet. Pe 23 noiembrie 1947, într-un meci contra lui Atlético Madrid pe stadionul Metropolitano, Real Madrid devenea prima echipă din Spania care purta tricouri numerotate.
Culoarea tradițională a echipamentului lui Real pentru deplasări este albastru sau violet complet. Echipamentul actual al clubului este produs de Adidas, contractul cu ei datând încă din 1998. Primul sponsor de pe tricou al lui Real Madrid a fost Zanussi, înțelegerea fiind pentru sezoanele 1982–83, 1983–84 și 1984–85. Ulterior clubul a fost sponsorizat de Parmalat și Otaysa, apoi a urmat un contract de lungă durată cu Teka încheiat în 1992. În 2001, Real Madrid și-a întrerupt contractul cu Teka și pe durata unui sezon a utilizat logo-ul Realmadrid.com pentru a-și promova site-ul web recent lansat. Apoi, în 2002, Real a semnat cu Siemens Mobile și în 2006, logo-ul BenQ Siemens apărea pe tricourile echipei. Din 2007 până în 2013, sponsorul lui Real Madrid de pe tricou a fost bwin.com.

## Echipament și sponsori
|                   |
| Primul echipament |

|                 |
| (Vezi evoluția) |

|                   |
| Echipament actual |

| Perioada  | Producător de echipament | Sponsor pe tricou |
| --------- | ------------------------ | ----------------- |
| 1902–1980 | N/A                      | N/A               |
| 1980-1982 | Adidas                   | N/A               |
| 1982–1985 | Adidas                   |                   |
| 1985–1986 | Adidas                   |                   |
| 1986–1989 | Hummel                   |                   |
| 1989–1990 | Hummel                   | Reny Picot        |
| 1990–1992 | Hummel                   | Otaysa            |
| 1992–1994 | Hummel                   | Teka              |
| 1994–1998 | Kelme                    | Teka              |
| 1998–2001 | Adidas                   | Teka              |
| 2001-2003 | Adidas                   | 1Realmadrid.com   |
| 2003–2005 | Adidas                   | Siemens Mobile    |
| 2005–2006 | Adidas                   |                   |
| 2006–2007 | Adidas                   |                   |
| 2007–2013 | Adidas                   | Bwin              |
| 2013–2018 | Adidas                   |                   |
| 2018–2020 | Adidas                   | Necunoscut        |

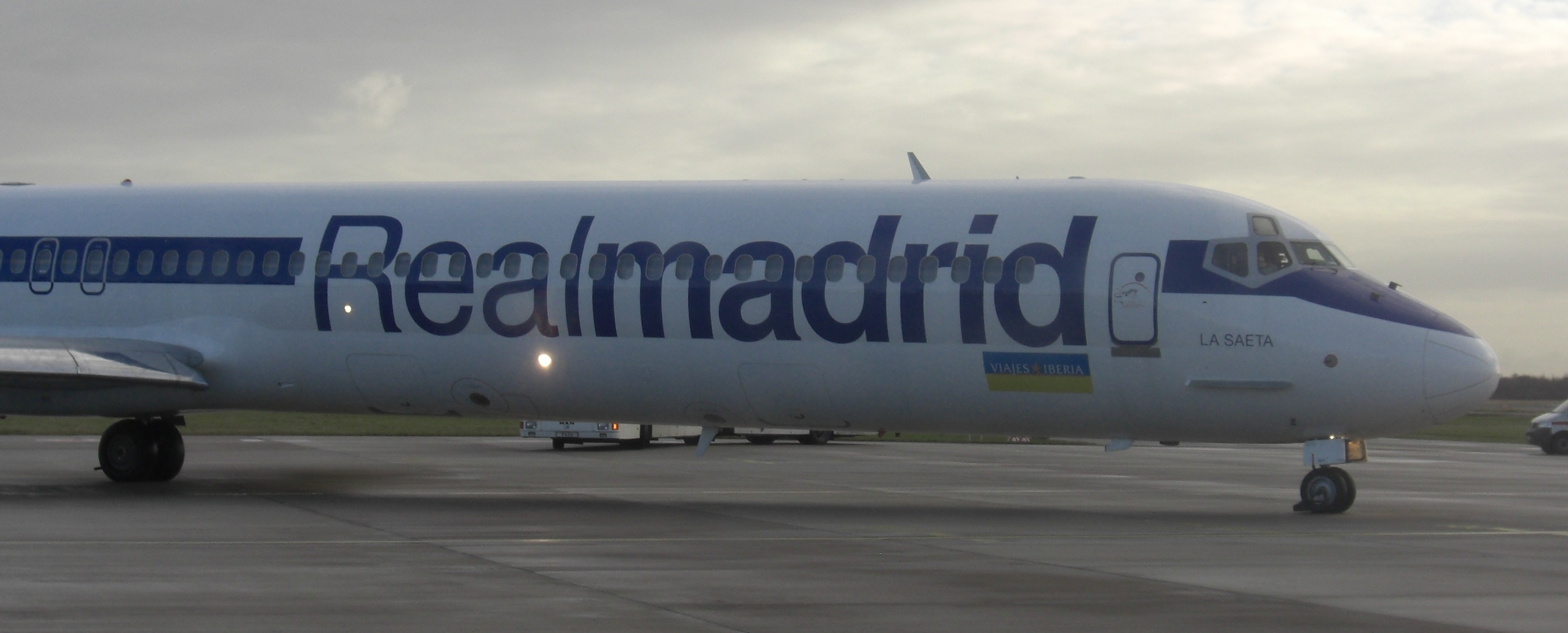
Avionul privat al clubului

1Realmadrid.com apărea pe tricou în loc de sponsor pentru promova noul site web al clubului.

## Rivalitate

### El Clásico

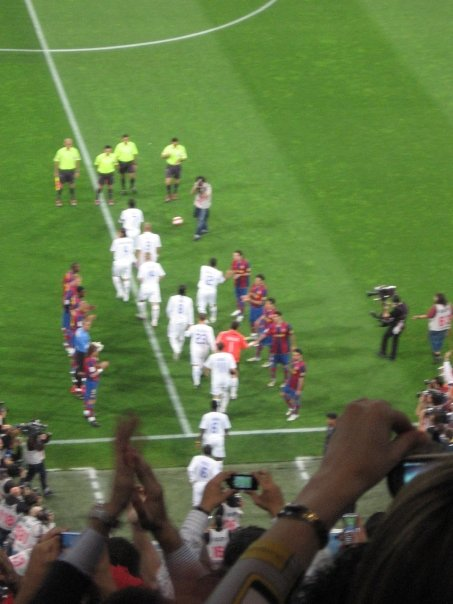
”Coridorul” organizat de FC Barcelona pentru Real Madrid, care intra în teren având asigurat titlul de campioană înainte de finalul sezonului 2007-2008

Rivalitatea dintre Real Madrid și FC Barcelona este legendară. De-a lungul timpului acest derby a fost supranumit El Clásico (Clasicul).
Încă de la început cluburile erau văzute ca reprezentante ale două regiuni rivale ale Spaniei, Castilia și Catalonia, precum și ale celor două orașe pe care le reprezentau. Însă rivalitatea a atins un nou nivel în timpul perioada lui Miguel Primo de Rivera și mai ales a lui Franco, când Real Madrid era considerată a fi "echipa regimului", în timp ce FC Barcelona era menționată ca echipa a opoziției. Toate limbile vorbite pe teritoriul Spaniei cu excepția spaniolei Castiliane, erau interzise. Ambele cluburi, însă, dețineau membri proeminenți ale căror credințe politice dezaprobau această teorie. În timpul Războiului civil spaniol președintele lui Real Madrid, Rafael Sanchez Guerra, era un proeminent republican și a fost întemnițat și torturat de către suporterii naționaliști. Tot ei i-au arestat și ucis pe vice-președintele și trezorierul clubului.
În anii 1950 rivalitatea exacerba în continuare, motivul fiind și transferul controversat al lui Alfredo Di Stéfano, vare inițial s-a transferat de la Millonarios la FC Barcelona, dar din careva probleme, contractul nu a fost recunoscut de către FIFA, și apoi în timpul renegocierilor Di Stefano nu a mai semnat cu Barcelona, ci a trecut la Real Madrid, unde ulterior era să devină cheia succesului. Anii 1960 aduc rivalitatea pe plan european, când cele două cluburi s-au întâlnit de două în faza eliminatorie a Cupei Europene.
În 2002, întâlnirea celor două cluburi în Liga Campionilor a fost supranumită "Meciul Secolului" de către mass-media, și a fost urmărită de peste 500 de milioane de oameni în întreaga lume.

### El Derbi madrileño

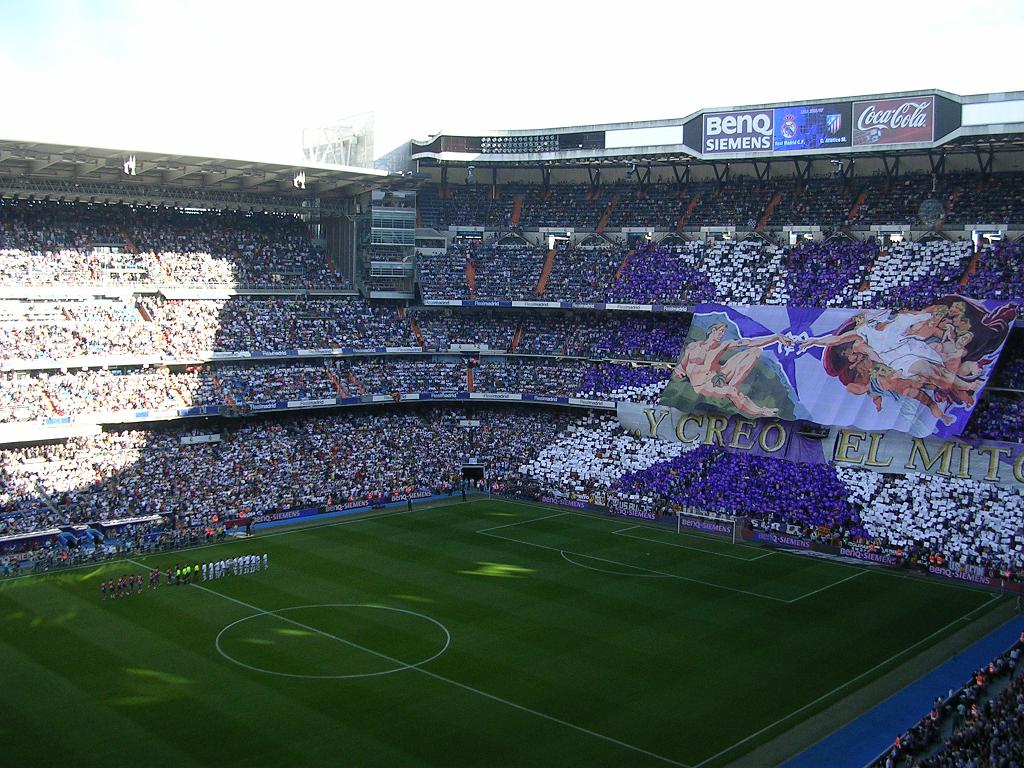
Coregrafia suporterilor lui Real Madrid la un El Derbi madrileño, în 2006, pe Satiago Bernabeu

Cel mai apropiat vecin al clubului este Atlético Madrid, cu care s-a stabilit o rivalitate reciprocă dintre fanii echipelor. Deși Atlético a fost inițial fondată de trei studenți basci în 1903, la echipă s-au alăturat în 1904 câțiva membri disidenți de la Madrid FC. Ulterior tensiunea s-a intensificat deoarece suporterii lui Real se trag din clasa mijlocie a populației, în timp ce suporterii lui Atlético se trag din rândurile clasei muncitorești. În prezent aceste distincții sunt vag dispersate. Cluburile s-au întâlnit prima dată pe 21 februarie 1929 în etapa a treia din sezonul La Liga 1929 pe fostul Estadio Chamartín. A fost primul derby oficial al noii competiții, pe care Real l-a câștigat cu 2–1.
Rivalitatea a atras atenția internațională pentru prima dată în 1959 în cadrul Cupei Europene, când cele două cluburi s-au întâlnit în semifinale. Real a câștigat manșa tur cu 2–1 pe Bernabéu, iar Atlético a câștigat returul cu 1–0 pe Metropolitano. Egalitatea scorului la general a dus la rejucarea meciului, și albii s-au impus cu 2–1. Apoi Atlético s-a răzbunat totuși, fiind condusă de fostul antrenor al lui Real Madrid, José Villalonga, ea a învins clubul regal în finala Copa del Generalísimo din 1960 și apoi 1961.
Între 1961 și 1989, pe când Real domina La Liga, doar Atlético îi oferea o concurență pe măsură, câștigând titlurile în 1966, 1970, 1973 și 1977. În 1965, Atlético devine prima echipă care câștigă în fața Realului pe Bernabéu în ultimii opt ani. În perioada mai recentă, prestația lui Real Madrid în fața lui Atlético este foarte favorabilă. Punctul de apogeu vine în sezonul 2002–03, Când Real Madrid cucerește titlul în La Liga după o victorie impresionantă asupra lui Atlético cu scorul de 0–4 chiar pe Stadionul Vicente Calderón, acasă la rivală.

## Lotul actual
La 14 august 2025.
| Nr. |          | Poziție | Jucător                 |
| --- | -------- | ------- | ----------------------- |
| 1   | Belgia   | P       | Thibaut Courtois        |
| 2   | Spania   | F       | Dani Carvajal (căpitan) |
| 3   | Brazilia | F       | Éder Militão            |
| 4   | Austria  | F       | David Alaba             |
| 5   | Anglia   | M       | Jude Bellingham         |
| 6   | Franța   | M       | Eduardo Camavinga       |
| 7   | Brazilia | A       | Vinícius Júnior         |
| 8   | Uruguay  | M       | Federico Valverde       |
| 9   | Brazilia | A       | Endrick                 |
| 10  | Franța   | A       | Kylian Mbappé           |
| 11  | Brazilia | A       | Rodrygo                 |
| 12  | Anglia   | F       | Trent Alexander-Arnold  |
| 13  | Ucraina  | P       | Andriy Lunin            |

| Nr. |           | Poziție | Jucător             |
| --- | --------- | ------- | ------------------- |
| 14  | Franța    | M       | Aurélien Tchouaméni |
| 15  | Turcia    | M       | Arda Güler          |
| 16  | Spania    | A       | Gonzalo García      |
| 17  | Spania    | F       | Raúl Asencio        |
| 18  | Spania    | F       | Álvaro Carreras     |
| 19  | Spania    | M       | Dani Ceballos       |
| 20  | Spania    | F       | Fran García         |
| 21  | Maroc     | A       | Brahim Díaz         |
| 22  | Germania  | F       | Antonio Rüdiger     |
| 23  | Franța    | F       | Ferland Mendy       |
| 24  | Spania    | F       | Dean Huijsen        |
| 30  | Argentina | A       | Franco Mastantuono  |

### Împrumutați
| Nr. |        | Poziție | Jucător                                        |
| --- | ------ | ------- | ---------------------------------------------- |
|     | Spania | M       | Mario Martín (la Getafe până pe 30 iunie 2026) |

## Personal

### Stafful tehnic
| Funcția                          | Nume                    |
| -------------------------------- | ----------------------- |
| Antrenor principal               | Xabi Alonso             |
| Antrenor secund                  | Sebastián Parrilla      |
| Antrenor asistent tehnic         | Alberto Encinas         |
| Antrenor de performanță          | Antonio Pintus          |
| Asistent tehnic/antrenor fitness | Ismael Camenforte-López |
| Antrenor de portari              | Luis Llopis             |
| Analist tehnic                   | Beñat Labaien           |
| Specialist în recuperare         | José Carlos Parrales    |

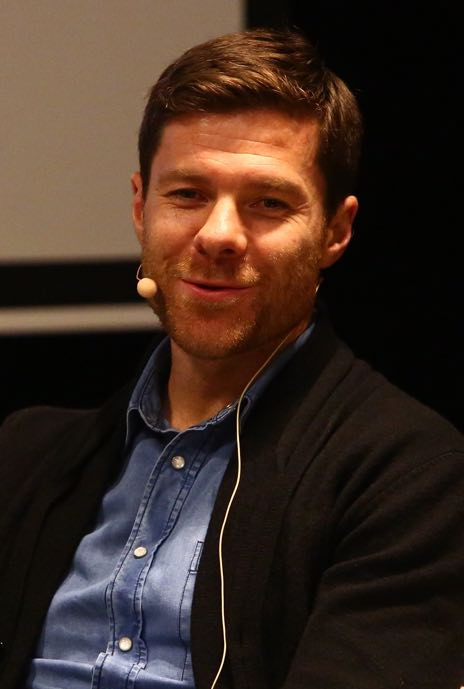
Antrenorul actual, Xabi Alonso

- Actualizat: 1 iunie 2025, conform site-ului oficial.[72]

### Conducerea clubului
| Funcția                            | Nume                      |
| ---------------------------------- | ------------------------- |
| Președinte                         | Florentino Pérez          |
| Prim vicepreședinte                | Fernando Fernández Tapias |
| Vicepreședinte                     | Eduardo Fernández de Blas |
| Secretar de consiliu               | Enrique Sánchez González  |
| Director General                   | José Ángel Sánchez        |
| Directorul oficiului președintelui | Manuel Redondo            |
| Director pe Aria Socială           | José Luis Sánchez         |

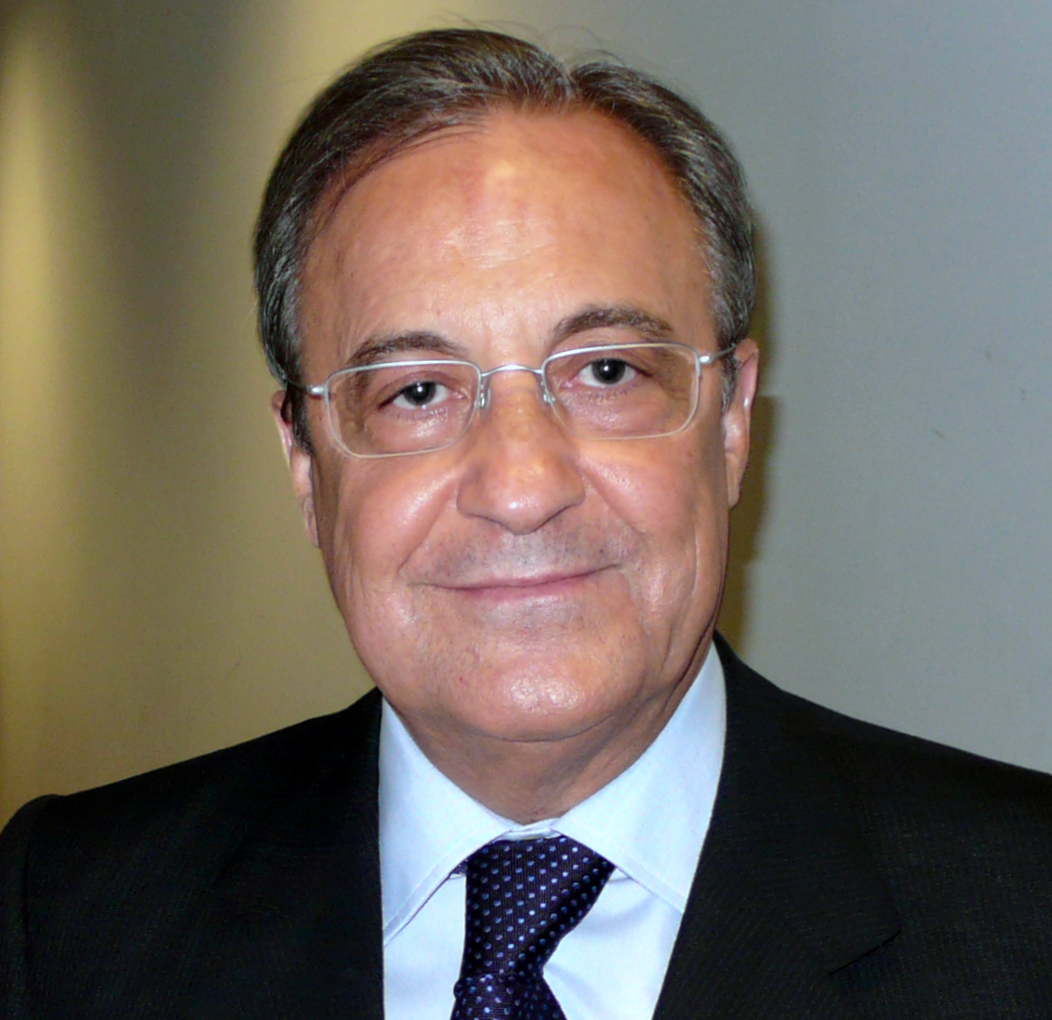
Businessmanul spaniol Florentino Pérez este actualul președinte al clubului

- Actualizat: 20 octombrie 2011, conform site-ului oficial.[73]

## Informații despre stadion
După îndelungi schimbări de terenuri, echipa s-a stabilit pe Campo de O'Donnell în 1912, care a devenit stadionul de casă al clubului pentru următorii 11 ani. După această perioadă, în următorul an, clubul a evoluat pe Campo de Ciudad Lineal, un mic teren cu o capacitate de 8.000 de locuri. După asta, Real Madrid și-a schimbat din nou arena de casă, aceasta devenind Estadio Chamartín care a fost inaugurat pe 17 mai 1923, într-un meci contra lui Newcastle United. Pe acest stadion, care găzduia 22.500 de spectatori, Real Madrid a celebrat primul său titlu de campion în Spania. A urmat o perioadă cu succese, și în 1943 noul președinte ales, Santiago Bernabéu a decis că Estadio Chamartín nu este îndeajuns de mare pentru ambițiile clubului. Un nou stadion a fost construit și inaugurat pe 14 decembrie 1947. Acesta a fost Stadionul Santiago Bernabéu după cum e cunoscut în prezent, nume pe care l-a primit în 1955. Primul meci ținut pe Bernabéu a fost între Real Madrid și clubul portughez Belenenses, meci câștigat de „albi” cu 3–1, primul gol pe noul stadion fiind marcat de Sabino Barinaga.

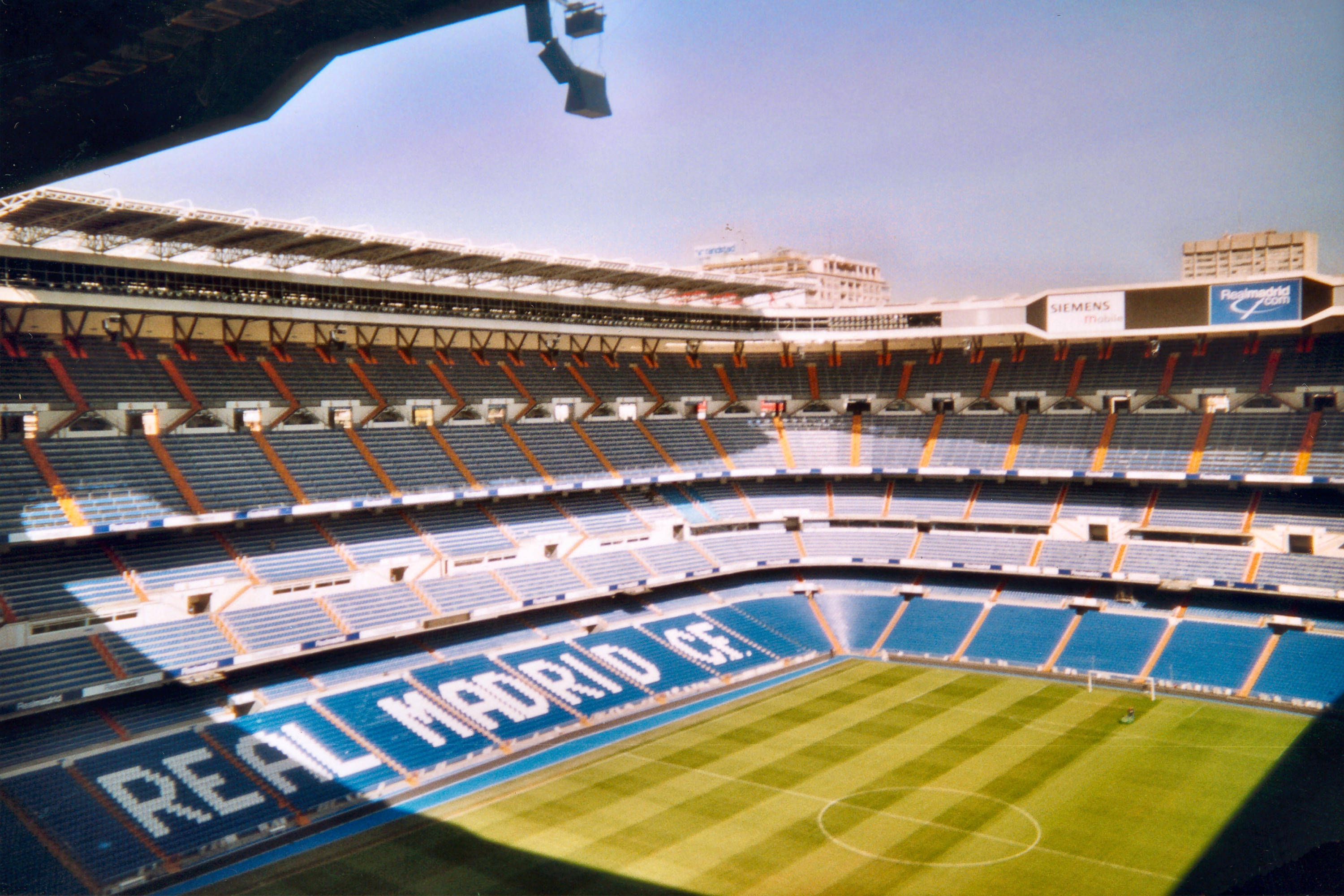
Estadio Santiago Bernabéu

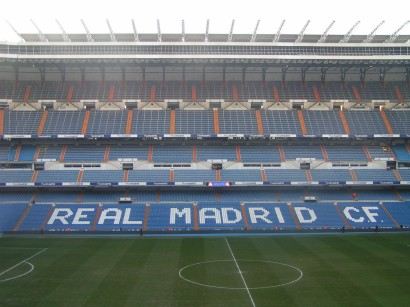

Capacitatea stadionului varia frecvent, atingând apogeul de 120.000 de locuri după extinderea din 1953. De atunci au avut loc un număr de reduceri pentru modernizare și securitate, dar și câteva extinderi. Ultima modificare a fost o extindere de aproximativ 5000 de locuri ajungându-se la capacitatea de 85.454, schimbare făcută în 2011. A fost anunțat planul de a se adăuga un acoperiș retractabil. Real Madrid are a patra cea mai mare prezență medie de spectatori în Europa, după Borussia Dortmund, FC Barcelona și Manchester United.
Santiago Bernabéu a găzduit finala Campionatului European de Fotbal din 1964, Finala Campionatului Mondial de Fotbal 1982, Finala Cupei Campionilor Europeni 1957, Finala Cupei Campionilor Europeni 1969 și Finala Cupei Campionilor Europeni 1980, dar și Finala Ligii Campionilor 2010. Stadionul are propria sa stație de metrou, Madrid Metro, de pe linia 10, numită Santiago Bernabéu. Pe 14 noiembrie 2007, Bernabéu a fost apreciat de UEFA cu statutul Stadion de Fotbal de Elită.
Pe 9 mai 2006, Stadionul Alfredo Di Stéfano a fost inaugurat în Madrid, fiind locul unde Real Madrid de obicei susține antrenamentele. Meciul inaugural s-a jucat între Real Madrid și Stade Reims, o reeditare a Finalei Cupei Europene din 1956. Real Madrid a câștigat meciul cu 6–1 prin golurile lui Sergio Ramos, Cassano (2), Soldado (2), și Jurado. Acum stadionul face parte din Ciudad Real Madrid, un complex propriu al clubului, situat înafara Madridului, în Valdebebas. Arena are o capacitate de 5.000 de locuri și este stadionul de casă al echipei a doua a clubului - Real Madrid Castilla. Este denumit în cinstea fostului jucător al Realului, Alfredo Di Stéfano.

## Recorduri și statistici

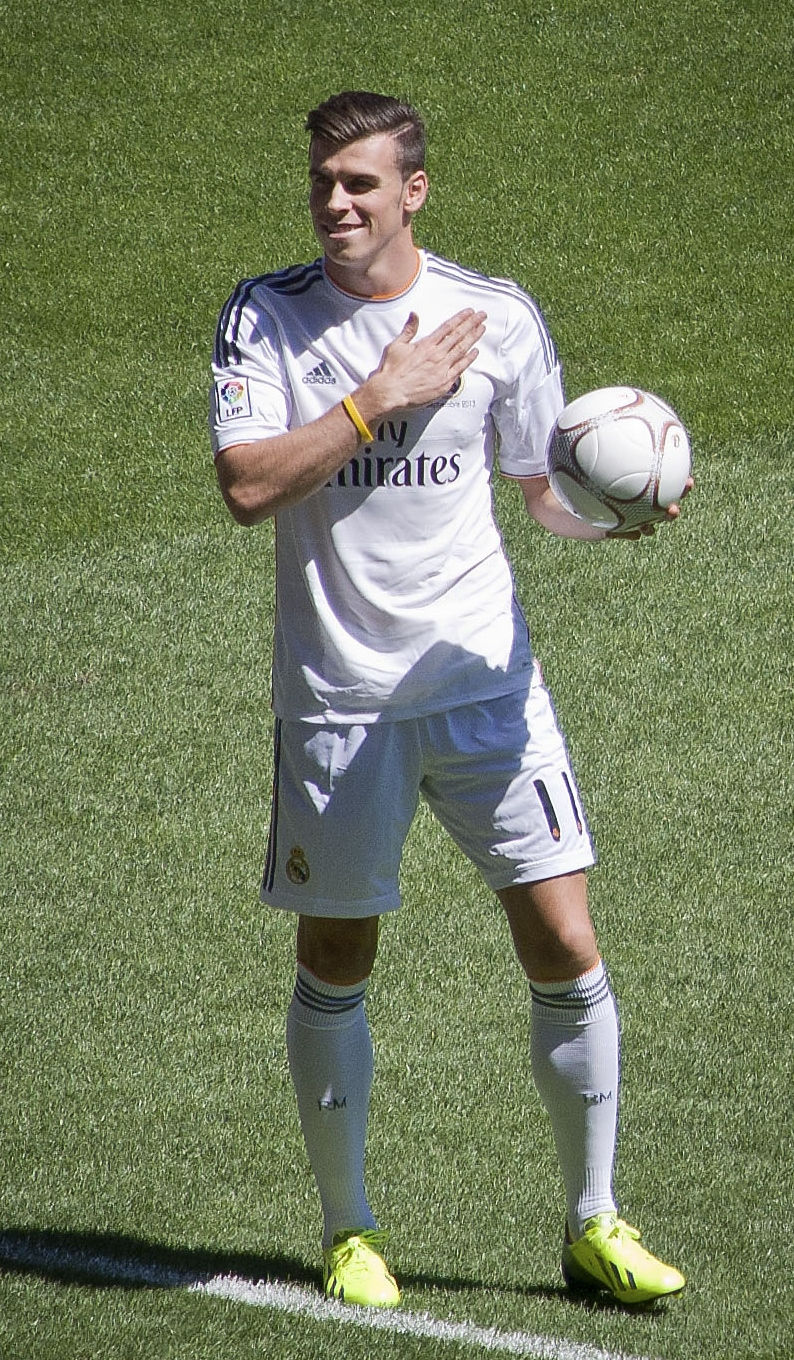
Transferul lui Gareth Bale la Real Madrid în 2013, pentr cca. 100 milioane €, a devenit un nou record mondial

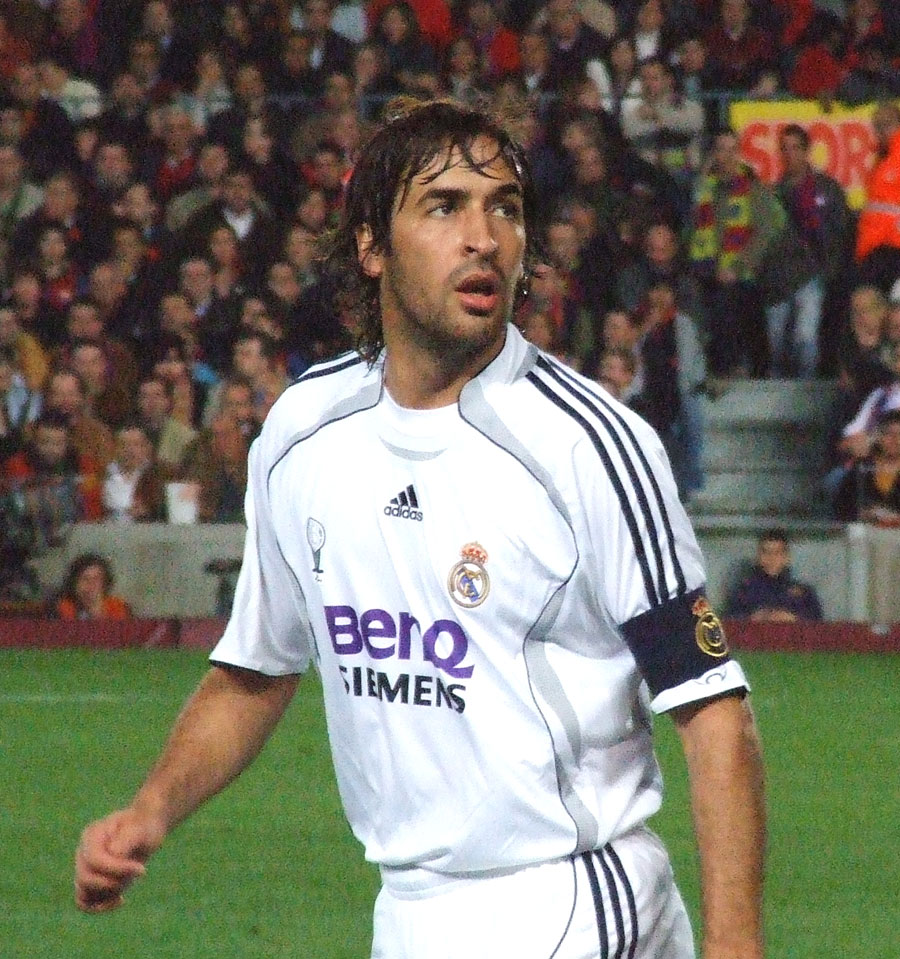
Raúl este liderul all-time al Real Madrid, după numărul de goluri și apariții

Raúl deține recordul pentru cele mai multe apariții la Real Madrid, jucând de 741 de ori în tricoul lui Real, între 1994 și 2010. Manuel Sanchis, Jr. este al doilea, disputând 711 meciuri pentru Real. Recordul printre portari e deținut de Iker Casillas, cu 630 de apariții. Având 152 de selecții la națională, el este de asemenea cel mai selecționat jucător internațional de la Real Madrid. Iar portughezul Luís Figo, cu 127 de selecții (47 când era la Real), este cel mai selecționat jucător internațional străin de la Real Madrid. Cristiano Ronaldo este golgheterul all-time al Realului, 2009. Alți patru jucători au marcat peste 200 de goluri fiecare, în tricoul lui Real: Alfredo Di Stéfano (1953–64), Santillana (1971–88), Ferenc Puskás (1958–66) și Hugo Sánchez (1985–92). Portughezul Cristiano Ronaldo deține recordul pentru cele mai multe goluri marcate într-un sezon în campionat (46 în sezonul 2011–12). Cele 49 de goluri în 58 de meciuri, ale lui Di Stéfano, au fost decenii la rând recordul la numărul de goluri marcate de un singur jucător în Cupa Campionilor Europeni (Liga Campionilor), până când nu a fost surclasat de Raúl în 2005. Cel mai rapid gol din istoria clubului a fost marcat în secunda 15 de brazilianul Ronaldo pe 3 decembrie 2003, într-un meci din campionat, contra rivalilor de la Atlético Madrid.
Oficial, cel mai mare număr de spectatori la un meci al lui Real Madrid acasă, a fost 83.329, la un meci din 2006, în Cupa Spaniei. Capacitatea actuală legală a stadionului Stantiago Bernabéu este de 80.354 spectatori. Media de spectatori a clubului în sezonul 2007–08 a fost de 76.234 spectatori, cea mai mare printre toate cluburile din competițiile europene. Real a mai stabilit un șir de recorduri în fotbalul spaniol, cel mai notoriu fiind numărul de titluri cucerite - 32 și cele mai multe sezoane câștigate la rând (câte 5 sezoane, de două ori, între 1960–65 și 1985–90). Cu 121 de meciuri (din 17 februarie 1957 până în 7 martie 1965), clubul deține recordul pentru cea mai lungă serie de meciuri fără înfrângere din La Liga.
Albii mai dețin recordul a 12 Ligi ale Campionilor câștigate și de cele mai multe prezențe în semifinalele Ligii Campionilor, realizând asta de 25 de ori. Raúl González este golgheterul all-time al Ligii Campionilor, cu 71 de goluri în total, 66 din ele fiind pentru Real Madrid. Echipa are un număr record de participări consecutive în Cupa Campionilor Europeni (înainte ca ea să devină Liga Campionilor) având 15 la activ, din 1955–56 până în 1969–70.
În iunie 2009, club a bătut propriul său record pentru cel mai scump transfer din istoria fotbalului, înțelegându-se cu Manchester United pe 96 de milioane € (131,5 mln USD$, 80 mln £) pentru transferul lui Cristiano Ronaldo. Suma precedentă a fost de 76 milioane € pentru transferul lui Zinedine Zidane de la Juventus la Real Madrid în 2001. Acest record a mai fost bătut încă o dată în iunie 2009, cu câteva zile mai devreme, când Real Madrid l-a cumpărat pe Kaká de la A.C. Milan.
Recordul la suma transferului de vânzare al clubului a fost stabilit pe 2 septembrie 2013, când Arsenal l-a cumpărat pe Mesut Özil pentru 47 milioane €.

### Cele mai scumpe transferuri din istoria lui Real Madrid
| Achiziții |                     |           |                     |
| #         | Jucător             | Cost      | Proveniență         |
| 1         | Jude Bellingham     | 103 mln € | Borussia Dortmund   |
| 2         | Eden Hazard         | 100 mln € | Chelsea             |
| 3         | Gareth Bale         | 100 mln € | Tottenham Hotspur   |
| 4         | Cristiano Ronaldo   | 94 mln €  | Manchester United   |
| 5         | Aurélien Tchouaméni | 80 mln €  | Monaco              |
| 6         | Zinédine Zidane     | 76 mln €  | Juventus Torino     |
| 7         | James Rodríguez     | 75 mln €  | AS Monaco           |
| 8         | Kaká                | 65 mln €  | AC Milan            |
| 9         | Luís Figo           | 61 mln €  | FC Barcelona        |
| 10        | Luka Jović          | 60 mln €  | Eintracht Frankfurt |

| Vânzări |                   |             |                   |
| #       | Jucător           | Cost        | Destinație        |
| 1       | Cristiano Ronaldo | 117 mln €   | Juventus          |
| 2       | Ángel Di María    | 75 mln €    | Manchester United |
| 3       | Casemiro          | 70,65 mln € | Manchester United |
| 4       | Álvaro Morata     | 66 mln €    | Chelsea           |
| 5       | Mesut Özil        | 47 mln €    | Arsenal           |
| 6       | Mateo Kovačić     | 45 mln €    | Chelsea           |
| 7       | Achraf Hakimi     | 43 mln €    | Inter Milano      |
| 8       | Robinho           | 43 mln €    | Manchester City   |
| 9       | Raphaël Varane    | 40 mln €    | Manchester United |
| 10      | Gonzalo Higuaín   | 39 mln €    | SSC Napoli        |

### Topul jucătorilor după numărul de meciuri și goluri
La 5 decembrie 2015.
Jucătorii scriși cu aldin sunt activi la club și în prezent.
|     | Jucător              | Meciuri | Perioada  |
| 1.  | Raúl                 | 741     | 1994–2010 |
| 2.  | Iker Casillas        | 725     | 1999–2015 |
| 3.  | Manuel Sanchís       | 710     | 1983–2001 |
| 4.  | Carlos Santillana    | 643     | 1971–1988 |
| 5.  | Francisco Gento      | 602     | 1953–1971 |
| 6.  | Fernando Hierro      | 601     | 1989–2003 |
| 7.  | José Antonio Camacho | 577     | 1973–1989 |
| 8.  | Pirri                | 561     | 1964–1980 |
| 9.  | Míchel               | 559     | 1981–1996 |
| 10. | Guti                 | 542     | 1996–2010 |

|     | Jucător            | Goluri | Perioada  |
| 1.  | Cristiano Ronaldo  | 434    | 2009–2018 |
| 2.  | Raúl               | 323    | 1994–2010 |
| 3.  | Alfredo Di Stéfano | 307    | 1953–1964 |
| 4.  | Carlos Santillana  | 290    | 1971–1988 |
| 5.  | Ferenc Puskás      | 242    | 1958–1966 |
| 6.  | Hugo Sánchez       | 208    | 1985–1992 |
| 7.  | Francisco Gento    | 181    | 1953–1971 |
| 8.  | Pirri              | 172    | 1964–1980 |
| 9.  | Emilio Butragueño  | 171    | 1984–1995 |
| 10. | Amancio            | 155    | 1962–1976 |

## Palmares

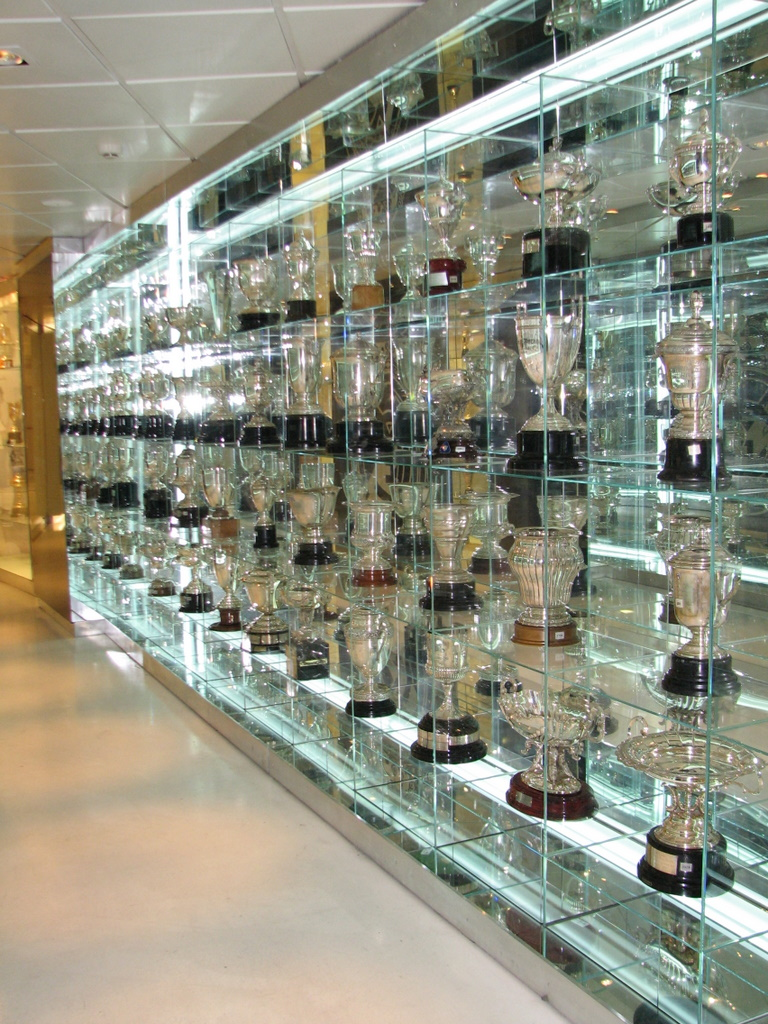
Vitrina cu trofeele lui Real Madrid

Până în data de 24 mai 2014, Real Madrid a câștigat un număr record de 32 titluri La Liga și un număr record de 10 trofee de Cupa Campionilor Europeni / Liga Campionilor UEFA. În semn de recunoștință, pe 23 decembrie 2000, clubul a fost desemnat "Clubul FIFA al secolului al XX-lea", și "Cel mai bun club european al secolului al XX-lea" de către IFFHS, pe 11 mai 2010 la Londra. De asemenea Real a primit Ordinul Meritului FIFA în 2004. Suplimentar, Real are permisiunea să poarte pe tricouri ”ecusonul UEFA al onoarei” de multiplă-câștigătoare, pe durata meciurilor din Liga Campionilor, întrucât echipa a câștigat mai mult de 5 Cupe Europene.

### Național
| Competiții          | Poziția       | Titluri | Sezoane |
| ------------------- | ------------- | ------- | --- |
| La Liga             | Campioană     | 36      | 1932, 1933, 1954, 1955, 1957, 1958, 1961, 1962, 1963, 1964, 1965, 1967, 1968, 1969, 1972, 1975, 1976, 1978, 1979, 1980, 1986, 1987, 1988, 1989, 1990, 1995, 1997, 2001, 2003, 2007, 2008, 2012, 2017, 2020, 2022, 2024. |
| La Liga             | Vicecampioană | 25      | 1929, 1934, 1935, 1936, 1942, 1945, 1959, 1960, 1966, 1981, 1983, 1984, 1992, 1993, 1999, 2005, 2006, 2009, 2010, 2011, 2013, 2015, 2016, 2021, 2023.                                                                   |
| Copa del Rey        | Campioană     | 20      | 1905, 1906, 1907, 1908, 1917, 1934, 1936, 1946, 1947, 1962, 1970, 1974, 1975, 1980, 1982, 1989, 1993, 2011, 2014, 2023.                                                                                                 |
| Copa del Rey        | Finalistă     | 21      | 1903, 1916, 1918, 1924, 1929, 1930, 1933, 1940, 1943, 1958, 1960, 1961, 1968, 1979, 1983, 1990, 1992, 2002, 2004, 2013, 2025.                                                                                           |
| Supercopa de España | Campioană     | 13      | 1988, 1989, 1990, 1993, 1997, 2001, 2003, 2008, 2012, 2017, 2020, 2022, 2024. |
| Supercopa de España | Finalistă     | 7       | 1982, 1995, 2007, 2011, 2014, 2023, 2025. |
| Copa de la Liga     | Campioană     | 1       | 1985. |
| Copa de la Liga     | Finalistă     | 1       | 1983. |
| Copa Eva Duarte     | Campioană     | 1       | 1947. |

- Note:      record
- Referințe:[109][110][111][112][113][114][115]

### Internațional
| Competiții                      | Campioană | Sezoane                                                                                   | Finalistă | Sezoane           |
| ------------------------------- | --------- | ----------------------------------------------------------------------------------------- | --------- | ----------------- |
| Liga Campionilor UEFA           | 15        | 1956, 1957, 1958, 1959, 1960, 1966, 1998, 2000, 2002, 2014, 2016, 2017, 2018, 2022, 2024. | 3         | 1962, 1964, 1981. |
| Supercupa Europei               | 6         | 2002, 2014, 2016, 2017, 2022, 2024.                                                       | 3         | 1998, 2000, 2018. |
| Cupa Intercontinentală          | 3         | 1960, 1998, 2002.                                                                         | 2         | 1966, 2000.       |
| Mini Copa del Mundo de Clubes   | 2         | 1952, 1956.                                                                               | 1         | 1963              |
| Cupa Mondială a Cluburilor FIFA | 6         | 2014, 2016, 2017, 2018, 2022, 2024.                                                       |           |                   |
| Cupa Latină                     | 2         | 1955, 1957.                                                                               |           |                   |
| Cupa UEFA                       | 2         | 1985, 1986.                                                                               |           |                   |
| Cupa Iberoamericană             | 1         | 1994.                                                                                     |           |                   |
| Cupa Cupelor                    | 0         |                                                                                           | 2         | 1971, 1983.       |
| Cupa Iberică                    | 0         |                                                                                           | 1         | 2000.             |

- Note:      record
- Note: Competiții Internaționale oficiale recunoscute de FIFA și UEFA
- Referințe:[116][117][118][119][120][121][122][123][124][125][126]

### Distincții individuale
Super Ballon d'or (1)
- Alfredo Di Stéfano: 1989

Balonul de Aur (6)
- Alfredo Di Stéfano: 1957 și 1959
- Raymond Kopa: 1958
- Luís Figo: 2000
- Ronaldo: 2002
- Fabio Cannavaro: 2006

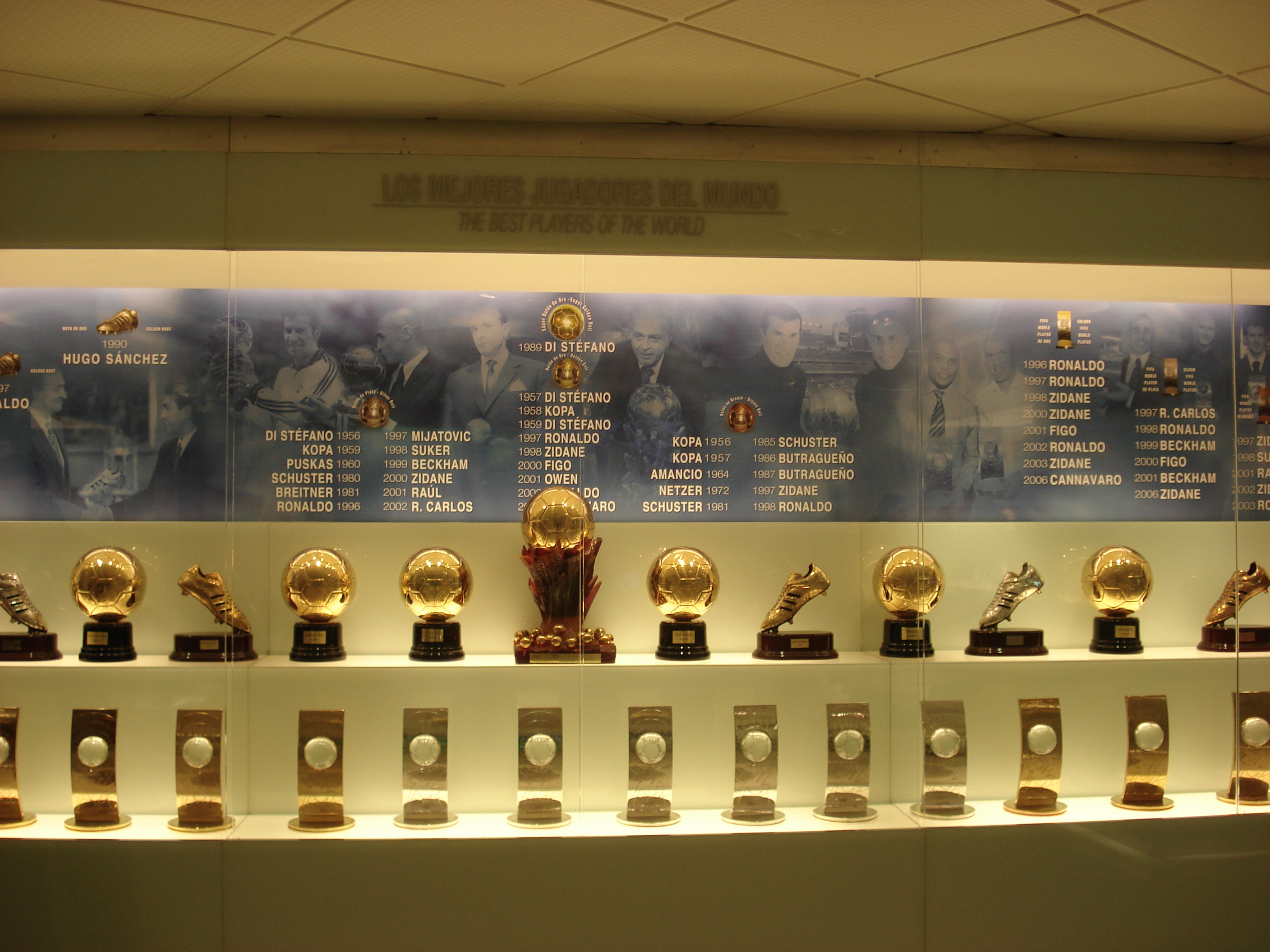
Baloanele de aur ale jucătorilor lui Real Madrid

- Cristiano Ronaldo: 2013, 2014 și 2016

Balonul de Argint (10)
- Alfredo Di Stéfano: 1956
- Raymond Kopa: 1959
- Ferenc Puskás: 1960
- Predrag Mijatović: 1997
- Davor Šuker: 1998
- Raúl González: 2001
- Roberto Carlos: 2002
- Cristiano Ronaldo: 2009, 2011 și 2012

Balonul de Bronz (5)
- Raymond Kopa: 1956 și 1957
- Amancio: 1964
- Emilio Butragueño: 1986 și 1987

Fotbalistul Anului FIFA (4)
- Luís Figo: 2001
- Ronaldo: 2002
- Zinédine Zidane: 2003
- Fabio Cannavaro: 2006

Gheata de aur (2)
- Hugo Sánchez: 1990 (38 goluri)
- Cristiano Ronaldo: 2011 (40 goluri) și 2014 (31 goluri).

Golgheterul Ligii Campionilor (10)
- Alfredo Di Stéfano: 1957 (7 goluri), 1958 (10) și 1959 (6)
- Ferenc Puskás: 1960 (12 goluri) și 1962 (7)
- Amancio: 1966 (5 goluri)
- Míchel: 1988 (4 goluri)
- Raúl: 2000 (10 goluri) și 2001 (7)
- Cristiano Ronaldo: 2013 (12 goluri)

Pichichi (25)
- Manuel Olivares Lapeña: 1933 (16 goluri)
- Pahiño: 1952 (28 goluri)
- Alfredo Di Stéfano: 1954 (27 goluri), 1956 (24), 1957 (31), 1958 (19) și 1959 (23)
- Ferenc Puskás: 1960 (26 goluri), 1961 (27), 1963 (26) și 1964 (20)
- Amancio: 1969 (14 goluri) și 1970 (16)
- Juanito: 1984 (17 goluri)
- Hugo Sánchez: 1986 (22 goluri), 1987 (34), 1988 (29) și 1990 (38)
- Emilio Butragueño: 1991 (19 goluri)
- Iván Zamorano: 1995 (28 goluri)
- Raúl: 1999 (25 goluri) și 2001 (24)
- Ronaldo: 2004 (24 goluri)
- Ruud van Nistelrooy: 2007 (25 goluri)
- Cristiano Ronaldo: 2011 (41 goluri)

Cel mai bun portar al anului (IFFHS) (5)
- Iker Casillas: 2008, 2009, 2010, 2011, 2012

Trofeul Zamora (16)
- Ricardo Zamora: 1932 și 1933
- José Bañón: 1946
- Juan Alonso: 1955
- José Vicente Train: 1961, 1963 și 1964
- Araquistáin: 1962
- Antonio Betancort: 1965 și 1967
- Andrés Junquera: 1968
- Miguel Ángel: 1976
- Agustín: 1983
- Francisco Buyo: 1988 și 1992
- Iker Casillas: 2008

Onze d'or (2)
- Zinédine Zidane: 2001
- Ronaldo: 2002

Onze d'argent (5)
- Luís Figo: 2000
- Zinédine Zidane: 2002 și 2003
- Cristiano Ronaldo: 2009 și 2012

Onze de bronze (1)
- Cristiano Ronaldo: 2011

Trofeo Alfredo Di Stéfano (2)
- Raúl: 2008
- Cristiano Ronaldo: 2012

Trofeul Bravo (3)
- Emilio Butragueño: 1985 și 1986
- Íker Casillas: 2000

Antrenorul anului FIFA (1)
- José Mourinho: 2010

Trofeul Miguel Muñoz (2)
- José Mourinho: 2011 și 2012

## Jucători celebri
Vezi și: Lista jucătorilor de la Real Madrid C.F.
| Țara               | Nume                  | Perioada            |
| ------------------ | --------------------- | ------------------- |
| Spania             | José Berraondo        | 1904-1909           |
| Argentina          | Sotero Aranguren      | 1911-1918           |
| Argentina          | Eulogio Aranguren     | 1911-1921           |
| Spania             | Santiago Bernabéu     | 1911-1927           |
| Spania             | Alberto Machimbarrena | 1913-1918           |
| Franța             | René Petit            | 1914-1917           |
| Spania             | Juan Monjardín        | 1919-1929           |
| Spania             | Félix Quesada         | 1922-1936           |
| Spania             | Gaspar Rubio          | 1928-1930           |
| Spania             | Jaime Lazcano         | 1928-1934           |
| Spania             | Luis Olaso            | 1929-1933           |
| Spania             | Ricardo Zamora        | 1930-1936           |
| Spania             | Luis Regueiro         | 1931-1936           |
| Spania             | Ciriaco Errasti       | 1931-1938           |
| Spania             | Josep Samitier        | 1932-1934           |
| Spania             | Emilín                | 1933-1936           |
| Spania             | Simón Lecue           | 1935-1942           |
| Spania             | Juan Antonio Ipiña    | 1939-1949           |
| Spania             | Sabino Barinaga       | 1939-1950           |
| Spania             | José Corona           | 1943-1948           |
| Spania             | Bañón                 | 1943-1949           |
| Spania             | Jacinto Quincoces     | 1945-1948           |
| Spania             | Luis Molowny          | 1946-1957           |
| Spania             | Adauto Iglesias       | 1947-1953           |
| Spania             | Pahiño                | 1948-1953           |
| Spania             | Miguel Muñoz          | 1948-1958           |
| Spania             | Joaquín Navarro       | 1949-1957           |
| Spania             | Juanito Alonso        | 1949-1961           |
| Spania             | Joseíto Iglesias      | 1951-1959           |
| Spania             | José María Zárraga    | 1951-1962           |
| Spania             | Enrique Mateos        | 1953-1961           |
| Argentina · Spania | Alfredo Di Stéfano    | 1953-1964           |
| Spania             | Francisco Gento       | 1953-1971           |
| Argentina          | Héctor Rial           | 1954-1961           |
| Spania             | Marquitos             | 1954-1962           |
| Spania             | Ramón Marsal          | 1955-1961           |
| Spania             | Juan Santisteban      | 1955-1961 1963-1964 |
| Franța             | Raymond Kopa          | 1956-1959           |
| Uruguay · Spania   | José Santamaría       | 1957-1966           |
| Ungaria · Spania   | Ferenc Puskás         | 1958-1966           |
| Spania             | Pachín                | 1959-1968           |
| Spania             | Manolín Bueno         | 1959-1971           |

| Țara      | Nume                 | Perioada            |
| --------- | -------------------- | ------------------- |
| Spania    | Luis del Sol         | 1960-1962           |
| Spania    | José Vicente         | 1960-1964           |
| Spania    | Vicente Miera        | 1961-1969           |
| Spania    | Antonio Betancort    | 1961-1971           |
| Spania    | Juan Santisteban     | 1962-1965           |
| Brazilia  | Evaristo de Macedo   | 1962-1965           |
| Spania    | Ignacio Zoco         | 1962-1974           |
| Spania    | Amancio              | 1962-1976           |
| Spania    | Manuel Sanchís       | 1964-1971           |
| Spania    | Pedro de Felipe      | 1964-1972           |
| Spania    | Ramón Grosso         | 1964-1976           |
| Spania    | Pirri                | 1964-1980           |
| Spania    | Manuel Velázquez     | 1965-1977           |
| Spania    | José Luis            | 1967-1976           |
| Spania    | Miguel Ángel         | 1967-1986           |
| Spania    | Goyo Benito          | 1968-1982           |
| Spania    | Mariano García Remón | 1971-1986           |
| Spania    | Santillana           | 1971-1988           |
| Germania  | Günter Netzer        | 1973-1976           |
| Spania    | Vicente del Bosque   | 1973-1984           |
| Spania    | Ricardo Gallego      | 1973-1989           |
| Germania  | Paul Breitner        | 1974-1977           |
| Spania    | Camacho              | 1974-1989           |
| Spania    | Isidoro San José     | 1976-1986           |
| Germania  | Uli Stielike         | 1977-1985           |
| Spania    | Juanito              | 1977-1987           |
| Anglia    | Laurie Cunningham    | 1979-1983           |
| Spania    | Agustín              | 1980-1990           |
| Spania    | Míchel               | 1982-1996           |
| Spania    | Chendo               | 1982-1998           |
| Spania    | Martín Vázquez       | 1983-1990 1992-1995 |
| Spania    | Manuel Sanchís Jr    | 1983-2001           |
| Argentina | Jorge Valdano        | 1984-1987           |
| Spania    | Emilio Butragueño    | 1984-1995           |
| Spania    | Antonio Maceda       | 1985-1988           |
| Spania    | Rafael Gordillo      | 1985-1992           |
| Mexic     | Hugo Sánchez         | 1985-1992           |
| Spania    | Francisco Buyo       | 1986-1997           |
| Spania    | Miguel Tendillo      | 1987-1992           |
| Germania  | Bernd Schuster       | 1988-1990           |
| Spania    | Santiago Cañizares   | 1988-1998           |
| Spania    | Fernando Hierro      | 1989-2003           |
| România   | Gheorghe Hagi        | 1990-1992           |
| Spania    | Luis Milla           | 1990-1997           |

| Țara          | Nume                | Perioada            |
| ------------- | ------------------- | ------------------- |
| Chile         | Iván Zamorano       | 1992-1996           |
| Spania        | Luis Enrique        | 1992-1996           |
| Spania        | Rafa Alkorta        | 1993-1997           |
| Danemarca     | Michael Laudrup     | 1994-1996           |
| Argentina     | Fernando Redondo    | 1994-2000           |
| Spania        | Raúl                | 1994-2010           |
| Brazilia      | Zé Roberto          | 1996-1998           |
| Iugoslavia    | Predrag Mijatović   | 1996-1999           |
| Croația       | Davor Šuker         | 1996-1999           |
| Țările de Jos | Clarence Seedorf    | 1996-2000           |
| Germania      | Bodo Illgner        | 1996-2001           |
| Brazilia      | Roberto Carlos      | 1996-2007           |
| Spania        | Guti                | 1996-2010           |
| Italia        | Christian Panucci   | 1997-1999           |
| Franța        | Christian Karembeu  | 1997-2000           |
| Spania        | Fernando Morientes  | 1997-2003 2004-2005 |
| Spania        | Iván Campo          | 1998-2002           |
| Anglia        | Steve McManaman     | 1999-2003           |
| Spania        | Iván Helguera       | 1999-2007           |
| Spania        | Míchel Salgado      | 1999-2009           |
| Spania        | Iker Casillas       | 1999-2015           |
| Franța        | Claude Makelele     | 2000-2003           |
| Argentina     | Santiago Solari     | 2000-2005           |
| Portugalia    | Luís Figo           | 2000-2005           |
| Franța        | Zinédine Zidane     | 2001-2006           |
| Brazilia      | Ronaldo             | 2002-2007           |
| Anglia        | David Beckham       | 2003-2007           |
| Anglia        | Michael Owen        | 2004-2005           |
| Spania        | Sergio Ramos        | din 2005            |
| Brazilia      | Robinho             | 2005-2008           |
| Italia        | Fabio Cannavaro     | 2006-2009           |
| Țările de Jos | Ruud van Nistelrooy | 2006-2010           |
| Argentina     | Gonzalo Higuaín     | 2006-2013           |
| Brazilia      | Marcelo             | din 2007            |
| Țările de Jos | Wesley Sneijder     | 2007-2009           |
| Țările de Jos | Arjen Robben        | 2007-2009           |
| Portugalia    | Pepe                | din 2007            |
| Brazilia      | Kaká                | 2009-2013           |
| Spania        | Xabi Alonso         | 2009-2014           |
| Portugalia    | Cristiano Ronaldo   | din 2009            |
| Franța        | Karim Benzema       | din 2009            |
| Germania      | Mesut Özil          | 2010-2013           |
| Argentina     | Ángel Di María      | 2010-2014           |
| Croația       | Luka Modrić         | din 2012            |
| Țara Galilor  | Gareth Bale         | din 2013            |

## Antrenori faimoși
Sunt menționați numai antrenorii care au câștigat cel puțin un trofeu.
| Nume               | Perioadă                     | Trofee   | Trofee   | Trofee   | Trofee   | Trofee        | Trofee        | Trofee        | Trofee        | Total |
| Nume               | Perioadă                     | Național | Național | Național | Național | Internațional | Internațional | Internațional | Internațional | Total |
| Nume               | Perioadă                     | Liga     | CS       | SS       | CL       | LCU           | CU            | SE            | CI            | Total |
| ------------------ | ---------------------------- | -------- | -------- | -------- | -------- | ------------- | ------------- | ------------- | ------------- | ----- |
| Arthur Johnson     | 1910–20                      |          | 5        |          |          |               |               |               |               | 5     |
| Lippo Hertzka      | 1930–32                      | 1        |          |          |          |               |               |               |               | 1     |
| Robert Firth       | 1932–34                      | 1        |          |          |          |               |               |               |               | 1     |
| Francisco Bru      | 1934–36, 1939–41             |          | 1        |          |          |               |               |               |               | 1     |
| Jacinto Quincoces  | 1945–46, 1947–48             |          | 1        |          |          |               |               |               |               | 1     |
| Baltasar Albéniz   | 1946–47, 1950–51             |          | 1        |          |          |               |               |               |               | 1     |
| Enrique Fernández  | 1953–54                      | 1        |          |          |          |               |               |               |               | 1     |
| José Villalonga    | 1954–57                      | 2        |          |          |          | 2             |               |               |               | 4     |
| Luis Carniglia     | 1957–59, 1959                | 1        |          |          |          | 2             |               |               |               | 3     |
| Miguel Muñoz       | 1959, 1960–74                | 9        | 2        |          |          | 2             |               |               | 1             | 14    |
| Miljan Miljanić    | 1974–77                      | 2        | 1        |          |          |               |               |               |               | 3     |
| Vujadin Boškov     | 1979–82                      | 1        | 1        |          |          |               |               |               |               | 2     |
| Luis Molowny       | 1974, 1977–79, 1982, 1985–86 | 3        | 3        |          | 1        |               | 2             |               |               | 9     |
| Leo Beenhakker     | 1986–89, 1992                | 3        | 1        | 1        |          |               |               |               |               | 5     |
| John Toshack       | 1989–90, 1999                | 1        |          | 1        |          |               |               |               |               | 2     |
| Alfredo di Stéfano | 1990–91                      |          |          | 1        |          |               |               |               |               | 1     |
| Radomir Antić      | 1991–92                      |          |          | 1        |          |               |               |               |               | 1     |
| Benito Floro Sanz  | 1992–94                      |          | 1        | 1        |          |               |               |               |               | 2     |
| Jorge Valdano      | 1994–96                      | 1        |          |          |          |               |               |               |               | 1     |
| Jupp Heynckes      | 1997–98                      |          |          | 1        |          | 1             |               |               |               | 2     |
| Guus Hiddink       | 1998–99                      |          |          |          |          |               |               |               | 1             | 1     |
| Vicente del Bosque | 1999–03                      | 2        |          | 1        |          | 2             |               | 1             | 1             | 7     |
| Carlos Queiroz     | 2003–04                      |          |          | 1        |          |               |               |               |               | 1     |
| Fabio Capello      | 1996-97, 2006–07             | 2        |          |          |          |               |               |               |               | 2     |
| Bernd Schuster     | 2007–08                      | 1        |          | 1        |          |               |               |               |               | 2     |
| Jose Mourinho      | 2010–2013                    | 1        | 1        | 1        |          |               |               |               |               | 3     |
| Carlo Ancelotti    | 2013–2015                    |          | 1        |          |          | 1             |               | 1             | 1             | 4     |
| Zinedine Zidane    | 2016–                        |          |          |          |          | 1             |               | 1             | 1             | 3     |

## Președinți
Conform site-ului oficial.
| N° | Țara   | Nume                  | Perioada  |
| -- | ------ | --------------------- | --------- |
| 1  | Spania | Julián Palacios       | 1900-1902 |
| 2  | Spania | Juan Padrós           | 1902-1904 |
| 3  | Spania | Carlos Padrós         | 1904-1908 |
| 4  | Spania | Adolfo Meléndez       | 1908-1916 |
| 5  | Spania | Pedro Parages         | 1916-1926 |
| 6  | Spania | Luis de Urquijo       | 1926-1930 |
| 7  | Spania | Luis Usera            | 1930-1935 |
| 8  | Spania | Rafael Sánchez Guerra | 1935-1936 |
| 9  | Spania | Adolfo Meléndez       | 1936-1940 |

| N° | Țara   | Nume                   | Perioada  |
| -- | ------ | ---------------------- | --------- |
| 10 | Spania | Antonio Santos Peralba | 1940-1943 |
| 11 | Spania | Santiago Bernabéu      | 1943-1978 |
| 12 | Spania | Luis de Carlos Ortiz   | 1978-1985 |
| 13 | Spania | Ramón Mendoza          | 1985-1995 |
| 14 | Spania | Lorenzo Sanz           | 1995-2000 |
| 15 | Spania | Florentino Pérez       | 2000-2006 |
| 16 | Spania | Ramón Calderón         | 2006-2009 |
| 17 | Spania | Vicente Boluda         | 2009      |
| 18 | Spania | Florentino Pérez       | din 2009  |

## Cultura populară
Real Madrid a fost clubul prezentat în filmul Goal! 2: Living the Dream... (2007), care este cea de-a doua parte a filmului Goal!, parte a unei trilogii fotbalistice. Filmul îl prezintă pe fostul star al lui Newcastle United, Santiago Muñez, cum este curtat iar apoi semnează cu Real Madrid pentru sezonul 2005–06. Creatorii filmului au vrut să pună accent pe schimbările din viața lui Munez, după transferul său la Real. O serie de jucători din lotul lui Real Madrid și-au jucat propriul său rol în film, printre care: Iker Casillas, Zinedine Zidane, David Beckham, Ronaldo, Roberto Carlos, Raúl, Sergio Ramos, Robinho, Thomas Gravesen, Michael Owen, Míchel Salgado, Júlio Baptista, Steve McManaman, Jonathan Woodgate și Iván Helguera. Alți fotbaliști dinafara Realului care au apărut în roluri cameo în film sunt: Ronaldinho, Thierry Henry, Lionel Messi, Samuel Eto'o, Andrés Iniesta, Pablo Aimar, Fredrik Ljungberg, Cesc Fàbregas, Santiago Cañizares ș.a. În film, atât Florentino Pérez cât și Alfredo Di Stéfano au prezentat transferul la club al persoanjului fictiv, fotbalistul Santiago Muñez.
Real, The Movie este un film parțial artistic-parțial documentar din 2005, care prezintă pasiunea globală pentru Real Madrid CF. Produs de către club și regizat de Borja Manso, el prezintă 5 sub-povești ale unor fani din jurul lumii și dragostea lor pentru Real Madrid. Alături de o porțiune fictivă din film, el de asemenea conține imagini reale cu lotul echipei, pe durata antrenamentelor la Ciudad Real Madrid, a meciurilor, și a interviurilor. Deși filmul menționează întregul lot, accentul este pus în special pe galácticos precum David Beckham, Zinedine Zidane, Raúl, Luís Figo, Ronaldo, Iker Casillas și Roberto Carlos. Filmul a fost produs original în spaniolă, dar a fost dublat în engleză pentru fanii din întreaga lume.
Cartea White Storm: 100 years of Real Madrid de Phil Ball a fost prima istorie a lui Real Madrid scrisă în limba engleză. Publicată în 2002, ea povestește despre cele mai de succes momente din primul centenar al clubului, fiind tradusă în mai multe limbi.
Pe 7 decembrie 2011, Real Madrid a lansat o adaptare dance a imnului clubului, "Himno del Real Madrid", intitulată "Everybody", ca un prim single de pe viitorul album intitulat The Legends: The Official Real Madrid Digital Music Album. Acesta a fost creat de DJii australieni The Stafford Brothers.

### Real Madrid TV
Real Madrid TV este un canal codificat de televiziune digitală, operat de Real Madrid și specializat în difuzarea materialelor despre club. Canalul este disponibil în limbile spaniolă și engleză. Acesta își are sediul în Ciudad Real Madrid din Valdebebas (Madrid), centrul de antrenamente al lui Real Madrid.